# とんねるずのみなさんのおかげですのコーナー一覧
とんねるずのみなさんのおかげですのコーナー一覧（とんねるずのみなさんのおかげですのコーナーいちらん）では、フジテレビで放送されていた『とんねるずのみなさんのおかげです』で放送された企画やコントを述べる。

## パロディコント
ここで挙げたもの以外にも、単発で当時のドラマや映画のパロディを多く行なっていた。その多くは宣伝も兼ねて元ネタの出演者本人も出演していた。

### トレンディドラマパロディ
抱きしめたくない!
浅野ゆう子出演。石橋が岩城滉一に引っ掛けて「ドカベン」の岩鬼に扮するというギャグがあった。
新💛新婚物語
結婚の理想と現実2
石橋扮する主人公・高野の視点から、田中美佐子扮する朝子との結婚生活を「理想」に例え、木梨扮する臭子との結婚生活を「現実」に例えた内容。
もう誰も愛さない2
作中で番組ADの小澤が熱帯魚として水槽に潜っているシーンが後の総集編企画で幾度と紹介された。コントのEDではスタッフロールとキャストが超スピードで流れていたが、番組を録画すれば通常のスピードで再生できた。
木曜ゴールデンドラマ シリーズ･街 木曜日の妻たちへ
『金曜日の妻たちへ』のパロディ。多岐川裕美が出演。ギャグ、ボケとツッコミ一切なしで男と女のシリアスな恋愛ドラマが展開され、「つまらない」「面白くない」などの抗議の電話が殺到した。
ちなみに、「火曜ワイドスペシャル（以下、火ワイ）版2」でも「金曜日の妻たちへ　恋におちて」と言うタイトルのコントが放送されていた（篠ひろ子がゲストで出演）。
冒頭と最後で流れているテレビ映像は、それぞれ「仮面ノリダー」、当時のオープニング映像の冒頭部分である。
トレンディ・ドラマ 君の瞳に嘘をついたけど恋のパラダイスを抱きしめたいようなすてきな片想い
当時のフジテレビの誇る人気トレンディドラマをごちゃまぜにしたようなコント。とんねるずと石田純一が松本伊代の為に「ハッピーバースデートゥーユー」を歌っている最中で「ハッピー&ブルー」と歌った所、敏いとうとハッピー&ブルーが登場して「よせばいいのに」を歌うギャグがあった。
登場人物
- 柳葉敏郎…石橋
- 浅野温子…木梨
- 石田純一
- 松本伊代
- カニ…市川謙司
- 笑店のウェイター…松崎真
- 風間トオル…由利徹
- HANAKO…十勝花子

逢いたい時にもっとあなたはいない…
二十歳のお約束
牧瀬里穂が出演。
あの日に帰りたい2
君のためにでけること
本家同様石田ゆり子が出演。ヘルパー（岸田今日子）役で憲武の発した「あの子の魂はムーミン谷に送ったよ」は総集編で爆笑シーンとして何度も紹介された。
あすなろ白書2
石田ひかりが出演。
じゃじゃじゃ馬ならし
なかなか結婚しない君へ
本当に都合のいい女
タイトルバックとテーマソングは本家から拝借しているが、人物設定はほぼ別物である。
私の悲惨な運命
坂井真紀が出演。
もうひとつのAge,35恋しくて
瀬戸朝香、椎名桔平が出演。OPのパロディーで木梨が着ていた衣装は実際にシャ乱Qのメンバーが着ていたものである。

### 海外テレビ作品パロディ
サンバーダード
『サンダーバード』のパロディ。「火ワイ版4」が初放送。生身の人間が人形劇のように動いて演じるコントで、セリフはアフレコ。OPではサンバーダード1号が発射に失敗して大破してしまう。オチは自爆するか、救助先でより甚大な被害を与えて逃げるかのどちらかがお決まりのパターンである。
登場人物
- タカ（石橋）…サンバーダード2号のパイロット。バージル・トレーシーがモデル。2号のコンテナ投下で4号が運んでいた不発弾を爆発させてしまったり、2号の浮上時のジェット噴射で周辺の車を吹き飛ばしたりと出動のたびに被害の原因を作っている。
- ノリ（木梨）…ゴードン・トレーシーがモデル。サンバーダード4号の担当パイロットだが、救助活動ではタカに同席する。堅物。
- アキラ（清水アキラ）…アラン・トレーシーがモデル。サンバーダード3号は劇中に登場しないため、タカやノリと一緒に救助活動に参加している。よく村田英雄や五木ひろしのものまねをしており、人形のような動きを見せたりすることもある。
- ペネロープ（ティナ・デイビス/声 - 高山照世）…本家のような諜報員としての活動はなく、ドライブを楽しむシーンでの出番に留まっている。
- パパ（ロバート・マッカーティー/声 - 岡村学→銀河万丈）…ジェフ・トレーシーがモデルだが、髪型はオールバックで髭を生やしている。救助隊員たちのやる気ない勤務態度やずさんな救助活動からくる失態に頭を痛めている。
- パーカー（鳥塚しげき）…本家のアロイシャス・パーカーに似ているというだけでキャスティングされた。運転中に所属している加瀬邦彦とザ・ワイルドワンズの代表曲「想い出の渚」を歌ったことや、当時自身が普及に力を入れていたラマーズ法にも触れていたこともある。
- サンバーダード1号パイロット（ディラン・タンナー）…モデルはジョン・トレーシー。第1回目のOPの冒頭で1号が大破したため入院中という1シーンのみの出演。
- 逸見政孝…劇中のテレビで流れているニュース番組のキャスター。第1回目の終盤ではフリーに転向したことをタカに弄られていた。1988年の年末スペシャルでは『仮面ノリダー』にも出演、カニを食べた人々が魔物の様になっていることを伝えた。

テーマソング
- 「サンダーバードのテーマ」歌:ハニー・ナイツ

替え歌ではなく、そのまま流用されているため、歌詞は「サンダーバード」のままである。
スパイ大作戦'90
同名の海外ドラマのパロディ。吹き替え版で指令役だった大平透が本家同様指令役とナレーションを担当。フェルブス(谷隼人)の指令を受け、メカの天才・バーニー(石橋)、変装の名人・ローラン(木梨)、緻密な頭脳のシナモン(工藤静香)、怪力のチャマオ(茶魔男)からなる4人のプロフェッショナルが任務を遂行していくのだが…。
トワイライトゾーン
『トワイライト・ゾーン』のパロディ。牧瀬里穂が出演。「ドライブ」、「僕のアイドル」、「高所恐怖症」の3本からなる短編コントで構成されていた。

### 特撮ドラマパロディ
仮面ノリダーシリーズ
『仮面ライダーシリーズ』のパロディ。本家と同じく小林昭二が「立花藤兵衛」役を務めたほか、中江真司もナレーションを務めた。
『仮面ノリダー』
こちらも初登場は「火ワイ版4」で、『仮面ライダー』（1号）のパロディ。岡田眞澄のファンファン大佐が人気を博した。本家原作の石ノ森章太郎（石森プロ）などに許可を取っていなかったため制作会社の東映からはクレームを受けた。主人公・木梨猛が臨時店員として働いている喫茶店「アミーゴ」の入り口側の観葉植物に「植物よ、でっかくなーれ!」といいながらコップで水をかけるシーンがあったが、後々の回で成長した観葉植物を用意したこともあった。
『仮面ノリダーV2』
『仮面ライダー』（2号）と『仮面ライダーV3』の設定をミックスしたパロディ。
キャプテンウルタカ
『キャプテンウルトラ』のパロディ。小林稔侍が本家と同じ役で出演。本家からの映像も流用され、キケロのジョー特有のコミカルな演技を再現した。ちなみに第1話のナレーションは本家の前半期を担当していた桑原毅だった。また本家の後期主題歌「宇宙マーチ」のアレンジBGMに加え『ザ☆ウルトラマン』『電脳警察サイバーコップ』『機動戦士Zガンダム』のBGMも流用されている。番組内では当時の小林の新曲「かよい虫」の宣伝も行われた。
登場人物
- キャプテンウルタカ（石橋）
- キケロのジョー（小林）
- ロボット・ノック（木梨）

登場怪獣・宇宙人
- ベンガル男爵（ベンガル）…第1話
- ベンガル星人（倉田プロモーション）…第1話（モデルはバンデル星人）
- 磁石怪獣ガンベル…第1話（モデルは磁石怪獣ガルバン）
- ポール将軍（ポール牧）…第2話
- ポール星人…第2話（ベンガル星人の額に「ポ」と書いた紙が貼られてるだけの容姿）
- スージー（岡本夏生）…第2話
- 怪獣ラッキー7…第2話（こちらもモデルは磁石怪獣ガルバン）
- 山村男爵（柳沢慎吾）…第3話（モデルは太陽にほえろ!の山村刑事）
- 山村星人（倉田プロモーション）…第3話（山村男爵と全く同じ外見）

放映リスト
- 第1話「ベンガル星人襲来」
- 第2話「ポール星人の陰謀」
- 第3話「山村男爵の悪あがき」

主題歌
- 「キャプテンウルタカ」

原曲の「ウルトラ」を「ウルタカ」、「シュピーゲル」を「シュパーゲル」（ドイツ語で白アスパラガスの意味）と変えており、OPには1番が使用された。2・3番も存在し3番では「シルバースター」が「俳優稼業」、「宇宙の平和」が「小林稔侍の名誉」にそれぞれ変えられていた。
原作詞：長田紀生 / 作曲：冨田勲 / 歌：とんねるず

### 刑事ドラマパロディ
『太陽にほえろ!』パロディ
『太陽にぽえろ!』
後述「#チェッカーズ出演コント」を参照
『おかげです名作劇場 太陽にほえるな!』
とんねるず以外はほぼ全員スタッフが演じており、役を無視した上下関係や棒読み芝居がウリのコントであった。毎回犯人役が同じ顔触れであった。最終回ではシンコをのぞくレギュラー全員が殉職した。
主な登場人物
- バミューダ（石橋）…本家のジーパン刑事がモデル。「なんじゃこりゃ?」が口癖。聞き取れない会話を話すことが多く、山さんに窘められている。毎回のように女性ゲストキャラと恋に落ちるが、大抵は悲恋に終わる。
- 山さん（木梨）…本家より甲高い声が特徴。
- 長さん（小松伸一・AD）…
- ゴリさん（加賀義則・AD）…
- デンカ（時宗大・AD）…
- シンコ（鈴木正人・ディレクター）…捜査一係のお茶汲み担当。
- クレーン（佐藤史郎・クレーン）…第2話で捜査一係に加入。どんな時でもカメラを持ち写真を撮っている。
- ボス（鷺清一・作家見習い）…捜査一係長。部下であるバミューダや山さんによくどつかれている。第10話で殉職。演じた鷺はその後実家の酒屋を継ぐため帰郷した。
- 新しいボス（石井正幸・ディレクター→プロデューサー）…捜査一係長。第11話で旧ボスの後任として本庁から転属。
- 情報提供者（菊原共基・作家）…一見浮浪者風のタレこみ屋。山さんに事件に関する情報を提供する。一時期「ファニー菊原」（菊原がファニーズ元メンバーの為）と名乗っていた。

ゲスト
- バミューダの同級生（黛ミキ）…第3話に登場。
- 女教師（大塚寧々）…第7話に登場。
- 山村美沙子（紺野美沙子）…第9話に登場した山さんの妹。バミューダに恋してしまい、彼のために捜査への協力を申し入れるのだが…。
- 銀行支店長代理（飯島愛）…第11話に登場。
- 女（かとうれいこ）…第12話に登場。
- 井川利三（地井武男）…第14話に登場。本家よりもアバンギャルドなキャラクターとして描かれている。
- 保母さん（斉藤慶子）…第16話に登場。
- 婦警（細川ふみえ）…

放映リスト
- 第1話「河田町美人アナ殺人事件」 - 1993年3月18日
- 第2話「クレーン刑事登場!」 - 1993年4月15日
- 第3話「初めてのクラス会」 - 1993年5月13日
- 第4話「泥だらけの追跡」 - 1993年6月10日
- 第5話「長さんの失敗」 - 1993年7月1日
- 第6話「女子寮殺人事件」 - 1993年7月15日
- 第7話「バミューダと女教師の愛」 - 1993年8月5日
- 第8話「潜入捜査」 - 1993年9月2日
- 第9話「紺野美沙子登場!バミューダ最後の恋」 - 1993年9月16日（「太陽にほえるな!」スペシャルとして放送）
- 第10話「11月11日、ボス殉職」 - 1993年11月11日
- 第11話「新ボス登場!」 - 1993年11月18日
- 第12話「山さんの再婚」 - 1993年12月2日
- 第13話「女子高生のバラード」 - 1993年12月16日
- 第14話「帰って来たスッポンのトシさん」 - 1994年1月20日
- 第15話「さらわれた婦人警官」 - 1994年2月3日
- 第16話「心に火をつけた女」 - 1994年2月10日
- 第17話「七曲署員危機一発」 - 1994年3月10日
- 最終回「さらば七曲署」 - 1997年3月27日

ちょっとあぶない刑事
『あぶない刑事』（『もっとあぶない刑事』）のパロディ。火ワイ版では本家と同じタイトルだったが、レギュラー化の際にこのタイトルになった。港署の刑事・呼び名が一緒以外は本家の鷹山刑事と似つかないタカ（石橋）と、徹底して本家のユージになりきろうとしているノリ（木梨）が本家以上のあぶない行為を繰り広げる。後期はハワイロケを行ったが、予算の都合からか貯め撮りで行われていた。その後、1991年8月22日放送分の「#博士と助手」に柴田恭兵がゲスト出演した際には柴田がユージに扮した「あぶ刑事」のパロディがあり、石橋はタカ(本コントより雰囲気が若干異なる)、木梨は「#抱きしめたくない!」の時と同じキャラでカオルに扮した。そして1996年11月28日放送分では「ちょっとあぶない刑事リターンズ」として復活を果たした（ゲストとしてともさかりえと加藤紀子が出演）。

### 推理ドラマパロディ
探偵物語'93
『探偵物語』のパロディ。事件が必ずフジテレビ内で発生した上に被害者と犯人が全員スタッフという展開で、本家の予告まで模倣した徹底ぶりだった。1994年1月27日放送分で最終的に全員いなくなった為終了するも、1996年9月5日放送分で｢探偵物語'96｣として復活した。
テーマソング
音楽・歌はいずれもSHŌGUN
- オープニング：「Bad City」
- エンディング：「Lonely Man」

主な登場人物
- 工藤探偵（石橋）…
- 木梨刑事長（木梨）…本家の服部刑事がモデル。
- ナンシー・桐子（木梨）…
- 小松刑事（小松伸一・AD）…本家の松本刑事がモデル。

放映リスト
- 第1話「犯罪の陰に隠された女」(依頼人役:南果歩) - 1993年7月29日
- 第2話「下半身だけが寒かった男」(ゲスト:かとうれいこ) - 1993年8月26日
- 第3話「新婚なのに抗生物質を飲む男」(ゲスト:松本伊代) - 1993年9月9日
- 第4話「突然､名古屋に消えた男」(ゲスト:藤谷美和子) - 1993年10月28日(次回予告では「出世コースから急に名古屋にとばされた男」の題名だった。)
- 第5話「とんねるずを奴等と呼ぶ男」(ゲスト:斉藤慶子) - 1993年12月9日
- 第6話「父親が鍋奉行の男」
- 第7話「名古屋から帰って来た男」(ゲスト:久本雅美) - 1996年9月5日

木曜旅情サスペンス
2時間サスペンスドラマのパロディ。アイキャッチのアタック音は『火曜サスペンス劇場』のものをアレンジ。市毛良枝が毎回出演し、犯人と疑われるも「犯行時刻にはウンコをしていた」というアリバイで疑いが晴れるのがお約束だった。

### 時代劇パロディ
浮浪雲-番外篇-
大原麗子が出演。
幕末不純情伝
『幕末純情伝』のパロディ。本家と同じく牧瀬里穂が出演。
おかげです時代劇 必殺仕事人
同名のドラマのパロディ。鍼師の佐島コキ太郎（石橋）、銭湯の番頭・小野みゆ吉（小野みゆき）、居酒屋「憲花」の女将である元締・おのり（木梨）で構成される仕事人チームの大活躍。

### その他ドラマパロディ
傷だらけの天使
「火ワイ版1」で放送。第1話は石橋扮する主人公・オサムがオープニングを撮っている最中、監督（木梨）からのダメ出しをくらううちに食べ過ぎて腹が出てしまうという内容。第2話ではオサムと相棒のアキラ（木梨）に貴子（岸田今日子、声のみ）が電話越しにギャグをかます。
寺内貫太郎一家ふたたび
「火ワイ版2」で放送。南野陽子、研ナオコが出演。本作収録中の1987年3月16日には『歌のトップテン』の中継が入り、当時のフジテレビ玄関前にて石橋（貫太郎役）と木梨（長男・周平役）が本作の扮装で「嵐のマッチョマン」（第4位にランクイン）を歌唱した（イントロ部分では母・きん役の研も飛び入り参加して一緒に踊った）。
ちょっと北の国から
『北の国から』のパロディ。このパロディの元となったのは「火ワイ版2」でOAされた「南の国から」と言うコントで、前者では蛍役として渡辺満里奈が、後者では小泉今日子が客演。本家の新作が製作される度に作られ、『おかげです』の最終回スペシャルで一応完結したものの後継番組の『おかげでした』でも北の国から本編の続編放送に合わせて2度復活しており、本編と同じく2002年の「遺言」をもって完結するが、2018年3月8日放送分で15年ぶりの復活を果たした。
放映リスト
- もっと北の国から'87 - 1987年10月13日（「火ワイ版3」より、この回は秋・冬・春・夏の4本が放送された）
- ちょっと北の国から'88冬 - 1988年12月29日
- ちょっと北の国から'89 - 1989年1月19日
- 北の国から'89帰郷2 - 1989年5月18日
- 北の国から'91冬オリジナル - 1991年2月21日（当時「本家が新作をなかなか作ってくれないから」という理由で作られた）
- 北の国から'92朝立ち - 1992年5月28日
- 北の国から'95もうひとつの秘密 - 1995年
- ちょっと北の国から'97冬 - 1997年3月27日

登場人物
- 黒板五郎（石橋）
- 黒板 純（木梨）
- 黒板 蛍（渡辺満里奈）
- モーくん（演者不明） - '87
- 由紀さおり - '88
- 中畑和夫（地井武男） - '89帰郷2、'91、'92、
- 高嶋兄（髙嶋政宏） - '91
- さち子（稲村さち子） - '92
- さち子の叔父（ベンガル） - '92
- 緒形大仏（小松伸一） - '92
- 黒板令子（鈴木正人） - '92
- 小沼シュウ（細川直美） - '95
- 大里れい（石橋） - '95

メディカル・ホームコメディ 熱っぽいの! 過激編
手術を受けたくない、ご飯が食べたくても食べられないと叫ぶ少年（石橋）に対し、看護婦らしからぬ荒っぽい対応で接する円（南野陽子）の物語。
木曜グランド劇場 続火の用心
とんねるず主演の同名ドラマのパロディ。とんねるずは本家と同じ役に加えて、他のキャストの役も演じている。
世にも奇妙な物語2
ストーリーテラーを石橋が演じた（タモリの真似）。
ふぞろいの林檎たちIV
『ふぞろいの林檎たちIII』のパロディ。本家と同じく柳沢慎吾、石原真理子が出演。ちなみに本家でパートIVが製作されることになるのはOAから6年後のことだった。
年末ドラマスペシャル 続・蒲田行進曲 銀ちゃんが行く(前)
当時TBSでOAされた、とんねるず主演の同名ドラマのパロディ。南果歩が出演。
このほか、『蒲田行進曲』（映画版）のパロディコントとして『蒲田行進曲2』も放送された。
観月ありさのボクたちのドラマシリーズ 放課後2
『放課後』のパロディ。本家と同じく観月ありさが出演。
3年D組憲八先生
『3年B組金八先生』のパロディ。『われら青春!』の沖田先生（石橋）が同僚の先生として登場している。
前略おふくろ様'93
『前略おふくろ様』のパロディ。脚本を書いていた倉本聰協力のもと、本家に出演していた坂口良子、梅宮辰夫、八千草薫、室田日出男、小松政夫、火野正平、川谷拓三、小鹿番、藤田淑子らがそのままの役で出演。なお大滝秀治の役は関根勤が演じた。
このコントが行われる以前の「火ワイ版1」でも、「前略おふくろ様」と言うコントが放送されていた。
連続テレビ小話 春は、来ない → 春一番
名前とテーマ主題歌だけ連続テレビ小説『春よ、来い』（NHK）のパロディ。当初は木梨が冴えない文房具店の店員・新藤聡を演じるドラマとコントの中間のような内容だったが、途中から聡の恋人役でキリコ（片桐はいり）が出演し、タイトルが「春一番」に変更された。このコントの放送中だけは本家同様時刻表示が入っていた。全19回OAされたが、未完結。
NIGHT BED
『NIGHT HEAD』のパロディ。霧原直人（豊川悦司）を石橋、霧原直也（武田真治）を木梨が演じる。ゲストでは川島なお美などが出演。
冠婚葬祭部長 ダーイシ
『冠婚葬祭部長』のパロディだが、ダーイシプロデューサーが主人公。

### アニメパロディコント
ルパン三世（ルパンしゃんせい）
- 『ルパン三世』のパロディ。木梨がルパン三世（「三世」と書いて「しゃんせい」と読む）、石橋→伊東四朗が銭形警部[5]、中山美穂→松本伊代→立花理佐が峰不二子に扮する。

ゲロゲロの鬼太郎
『ゲゲゲの鬼太郎』のパロディ。鬼太郎に木梨、ねずみ男に石橋、猫娘に渡辺満里奈が扮する他、鬼太郎が戦う妖怪墓嵐役でベンガル、墓から出現したゾンビ役で倉田プロモーションのみなさんが出演。本家同様第1話は鬼太郎の誕生のエピソードだった。
デビルタカマン
『デビルマン』のパロディ。「顔が似ている」という理由だけで小野みゆきが起用され、彼女も顔を緑に塗ってデビルマンの扮装でレギュラー出演していた。上述の理由から生まれたためか、OPの歌詞も普段の石橋の日常を書いた物だったり、デーモン族からの刺客として小野のマネージャーを出して2時間ドラマの仕事が無くなると説得させる、小野が出演したセクシービデオ「ファイナルエキサイティング」を見せて精神攻撃をかける等ネタの内容のほとんどがメタフィクションなものだった。一度、このキャラクターがあまりにも当たり過ぎて複雑な心境になった小野を、当時同じく「UFO仮面ヤキソバン」という「日清焼きそばU.F.O.」（日清食品）のCMキャラクターを当てていたマイケル富岡が励ますという内容の番外編も放送された。ナレーターは本家の魔王ゼノンを演じた柴田秀勝。なお、原作主要人物の飛鳥了（アニメにおける氷村厳）をモデルとする人物は登場しない。
登場人物
石橋アキラ（石橋）
本作の主人公。モデルは本家の主人公・不動明（ふどう あきら）。趣味は麻雀とポーカー。アキラ本人は両親と共に雪山登山中遭難し、デーモン族の巣窟に迷い込みデビルタカ、怪人カガラス、怪人大仏によって殺された。変身ポーズは決まっておらず、気合を入れて適当なポーズを取るとデビルタカマンに変身する。
デビルタカマン（石橋、小野みゆき）
元デーモン族。雪山で殺したアキラの体を巡り怪人大仏、怪人カガラスを倒し悪魔族の代表として憑依し人間界に来るが、下宿先の恋人ふみえを自身の女にしたくデーモン族を裏切る。戦い方は時に卑怯な手段も辞さず、ふみえと伸一を人質に捕らえられると無関係な一般人を盾に人質交換を要求、それに応じて敵が一般人を逃がそうとしている所を背後から襲撃。ゼノンの瞬間移動の対抗策として、ブルーバック合成で撮影している所を直接攻撃とシチュエーションを無視したやり方に木梨から度々「この中でお前が一番悪魔だよ！」と言われる。
第1話ではアキラに憑依する前を石橋、アキラから変身後を小野が演じていたが、第2話以降は後者も石橋が演じるようになったうえで分身役の小野と2人で戦う形式になった。最終回で小野の胸にゼノンの種子が宿ってしまい、自ら溶岩に入り命を絶った。
牧村ふみえ（細川ふみえ）
モデルは本家のヒロイン・牧村美希。別役で登場した小野に自身の体についてやっかみを受けたり、石橋がお姫様だっこで持ち上げたシーンでは「こいつ、重いんだよ！」と言ってベッドに放り投げられる等、度々ヒロインらしからぬ扱いを受ける。最終回でゼノンによってアキラの正体をばらされるが、アニメと違い彼がデビルタカマンである事を全く信じなかった。最終回エピローグで自身の胸がさらに大きくなったんじゃないかとアキラに指摘されるが、それにもゼノンの種子が宿っていたことが判明した。
牧村伸一（AD・小松伸一）
モデルは本家の美希の弟・牧村健作（タレちゃん）。毎回石橋・木梨両名に、はたかれてひどい目に遭い最終回で人質として捕まった自身の人形をデビルタカマンが取り損ね地面に激突。「予後不良！」と叫び、溶岩に放り込まれ死亡。アキラとふみえは「伸一はゼノンを道づれに死んで二人を救った」という事にした。
総帥ゼノン（木梨）
デーモン族の支配者。本作では「魔王」ではなく「総帥」である。木梨は妖鳥ノリーヌなど毎回の敵役（妖獣）も演じている。最終回ではビブラートを効かせながらセリフを放ち、最後は小野と石橋のダブルデビルアローによる飛び込み前転で堅い地面に自らの背中を何回も叩き付けられ自ら溶岩に入り死亡した。
主題歌
いずれも本家の主題歌をベースにしている。オープニングは石橋のプライベート暴露を歌詞に盛り込み、エンディングは小野みゆきのキャスティング理由が歌詞に入っている。
「デビルタカマンの歌」（オープニング。第1話のみ歌詞が一部異なる。）
作詞：不明 / 作曲：三沢郷 / 歌：石橋貴明
「今日も何処かでデビルタカ」（エンディング）
作詞：不明 / 作曲：都倉俊一 / 歌：石橋貴明
登場妖獣
- 妖鳥ノリーヌ（木梨）…第1話
- 怪人大仏（小松伸一）…OP・第1話
- 怪人カガラス（加賀義則）…OP・第1話
- 妖獣ノリキュラ（木梨）…第2話
- 妖獣ノリグモン（木梨）…第3話
- 怪獣ノリザウルス（木梨）…第4話
- ノリザウルスの分身（野口敬介※当時の小野のマネージャー）…第4話
- 妖獣ノリカメレオン（木梨）…第5話
- 妖獣クラゲデビル（飯島愛）…第5話

放映リスト
- 第1話「あれは誰だ!? 〜悪魔（でーもん）族復活〜」 - 1992年11月26日
- 第2話「妖獣ノリキュラ 〜デビルタカが2人の巻〜」 - 1993年3月11日※ゲスト：飯島愛
- 第3話「妖獣ノリグモン 〜デビルタカマンの弱点の巻〜」 - 1993年4月29日※ゲスト：飯島愛、林家こぶ平（秋元康役）、野口敬介（上述）
- 第4話「怪獣ノリザウルス 〜恐怖のキャンプ場の巻〜」 - 1993年6月17日※ゲスト：石川薫（当時、オスカープロモーション本部長※電話出演）
- 第5話「妖獣ノリカメレオン 〜夏のビーチは危険がいっぱいの巻〜」 - 1993年7月22日※ゲスト：セクシーメイツ
- 第6話「最終回 〜今日もどこかでデビルタカの巻〜」 - 1993年9月2日

### 音楽番組パロディコント
演歌のあぜ道
同時期に放送されていた『演歌の花道』（テレビ東京系）のパロディで、タイトルロゴは石橋の手書き。
本家と同様に情感あふれるナレーションの中、木梨扮するジョージ山本（山本譲二）やひろし5木（五木ひろし）、サブ北島（北島三郎）、アッキー八代（八代亜紀）がセットの居酒屋から出て来て歌う（サブ北島の登場回のみセットの橋の向こう側から登場した）が、歌っている最中にタライが頭に降ってきて倒れてしまう。1回当たっただけでは耐えきることもあるが、勢い余ってセットの中にある川に落ちる、続く歌詞に「…もう一度」とあることに合わせて2回目を当てられるなど、結局歌唱は中断してしまう。
回が進むごとにネタがエスカレートしていき、セットにある川に転落する水落ち芸にまで発展し、さらに『スターどっきり㊙報告』のように「マンボNo.5」に乗せて逆再生を多用していた。ゲストとして牧村三枝子が登場し、ジョージ山本とデュエットする（タライが降って来たり水落ちをするのは、当然ジョージ山本のみ）回も放送された。
「仮面ノリダー」・「保毛太郎侍」・「ストロベリー」等と共に第1シーズンの終了に合わせて完結したが、第2シーズンの1991年11月21日放送分では玉井しのぶ（玉井貴代志）の歌手デビューにちなんでキャンペーン先のキャバレーで「からくり銀座」を歌うという設定のコントとして復活している。
ミュージカルフェア
『ミュージックフェア』のパロディであり、決してミュージカルを演じるのではない。当時の本家司会者である古手川祐子が出演した銀座の高級クラブを題材にしたコントにおいて、木梨と石橋が再生したビデオに登場。
石橋または木梨が下記のように二役の異なるものまねで、異なる歌を2曲同時に歌う（「2曲続けてお聴きください」のパロディ）。音声は立ち位置に合わせて左右から分かれて流されていた。
- 石橋 - サリーちゃんのパパ（『魔法使いサリー』）、バカボンのパパ（『天才バカボン』）
- 木梨 - ルパン三世、坂本金八（『3年B組金八先生』）

第2シーズンでは古手川が出演した「銀座ママ湯けむり殺人旅行」と言うコント内でも行われ、石橋が井上陽水、木梨が西城秀樹に扮した。
第3シーズンでは古手川に替わり本家司会者に就任した鈴木杏樹がモデルの鈴木AN珠(石橋)を主人公に据えたサスペンス仕立てのコント「ミュージカル・フェア殺人事件」や、木梨が歌手を1人で全て演じる「木梨憲武ひとりミュージカルフェア'96」（司会は本家同様鈴木が担当）も放送された。

### 特番パロディコント
木曜ワイドスペシャル Mr.ノリック驚異の超魔術
日本テレビの『木曜スペシャル Mr.マリック驚異の超魔術』のパロディ。なお『木曜ワイドスペシャル』とは、『木曜スペシャル』+『火曜ワイドスペシャル』のもじりである。
木梨は「Mr.ノリック」として、石橋は福留功男に扮した「トメ福留」(パート7では露木茂を名乗っている)としてコントの司会を担当。毎回松本伊代と渡辺満里奈がレギュラーで出演していたが、パート4からはさらにゲストが増えた。
1989年5月4日の初放送では本番組開始前に日本テレビで『Mr.マリック驚異の超魔術パート2』が放送されたことに合わせ、本番組では「木曜ワイドスペシャル Mr.ノリック驚異の超魔術パート2のつづき」と題して放送された。これを受けてか、日本テレビ側ではMr.マリックのパート3で福留が「私はトメ福留ではありません」とこのパロディについて触れている。
1989年の年末スペシャルではノリックが買った馬券から競馬の予想を当てるという番外編的な回「Mr.ノリック競馬に挑戦」も放送された。
おかげですファミリーワイド　ノリゴロウとゆかいな仲間たち
『ムツゴロウとゆかいな仲間たち』のパロディで、木梨扮する「畑ノリゴロウ」がノリゴロウ王国の動物たちを紹介する。ナレーションは本家同様山本圭が担当。本家ムツゴロウこと畑正憲がゲスト出演した回もあった。
フジテレビ31周年 日本人また!宇宙へ 宇宙工場'90
1990年にTBSにて放送された『日本人初!宇宙へ』に触発された石橋扮する石田貴志プロデューサーの「フジテレビも「宇宙プロジェクト」をやる!」と言う発案で、木梨扮する清掃員・秋川（宇宙特派員・秋山豊寛と名前が似ているという理由から）が宇宙飛行士を務める番組を即興で製作するという設定のコント。ロケット発射時のカウントダウンは「#サンバーダード」のものを流用。
宜保（イボ）タカ子と行く心霊体験バスツアー
霊能者・宜保愛子が出演した特番のパロディ。石橋扮する宜保タカ子（宜保と書いて「イボ」と読む）が、みのりもんた（木梨）や女性ゲストを引き連れて心霊スポットを巡るバスツアーを行うロケ企画。
宜保は、「イボイボ」と唱えつつ上唇の大きなイボを指で擦ったり、除霊と称して懐メロ（「他人の関係」（金井克子）、「カメレオン・アーミー」（ピンク・レディー）など）を歌う、女性ゲストにセクハラを行うなどの行動をとったりする。
現地では、実際に宜保、みのり、女性ゲストが心霊スポット内のコースを歩く。特にみのりに対しては、宜保の企みで爆破ドッキリが行われることが多く、みのりが「イボ!てめぇこの野郎!」、「イボ!もう（爆破を）やったのかよ、イボ!」、「おい!ババア!」等と激怒、さらには宜保達の番になっても復讐で仕掛けた爆破ドッキリがスタッフのミスでみのり側の所で爆発する理不尽な目に合ったり、最後は置いてきぼりにされそうになるのが恒例となっていた。
主なロケ地は青木ヶ原（山梨県南都留郡）、雄蛇ヶ池（千葉県東金市）など。
「おかげでした」初期にもアルカトラズ島でロケを敢行した他、2011年12月8日にも復活した。
このコーナーとは別に、「これが宜保タカ子の霊視能力だ!」というスタジオ収録のコーナーも数回放送されていた。
女だらけの水泳王座決定戦
1996年5月16日放送分で行われた、『ドキッ!丸ごと水着!女だらけの水泳大会』のパロディ。

### 子供番組パロディコント
ゴウゴウガール
『ウゴウゴルーガ』のパロディ。ただし、『ウゴウゴルーガ』（以下この項において「本家」）の元ネタとなった言葉は「ゴウゴウ（ゴーゴー）ガール」とされている。
OP時の合言葉「おきらくごくらく」が「おきやまめいく」（メイク担当の興山洋子より）になっているほか、「テレビくん」の顔が石橋になっている（ブラウン管に石橋が映る形）。
コーナーのパロディとしては次のようなものがあり、ナレーションも本家と同じく大坪千夏が務めた。
- 「ブリブリはかせ」 - 「プリプリはかせ」のパロディ
- 「よるのぶんがく」 - 「あさのぶんがく」のパロディ
- 「がんばれのりおくん」 - 「がんばれまさおくん」のパロディ
- 「いしばしさん」 - 「さかもとさん」のパロディ

またこれとは別に、後述の「貧乏家の人々」に出演した荻野目洋子の「夢みるPLANET」（当時の本家ED曲）歌唱の際には、本家より田嶋秀任（ウゴウゴ役）と小出由華（ルーガ役）が共演している。

### その他の番組パロディコント
明菜+とんねるずの欽ドン -父と子の会話-
「火ワイ版2」で行われた『欽ドン!良い子悪い子普通の子』のパロディ。木梨扮する欽ちゃんが視聴者からの投稿を元に息子役のフツオ/ワルオ(石橋)や娘役(中森明菜)と「父と子の会話」を展開する。
バック・トゥ・ザ・お笑いスター誕生!!
1990年2月15日放送分で行われたとんねるず結成10周年記念企画。とんねるずが「貴明&憲武」時代に日本テレビ『お笑いスター誕生!!』で1週目に挑戦した時のネタを一部アレンジして披露。本家同様山野ホールで収録され、紹介ナレーションに本家司会者だった山田康雄を起用し、当時の髪型や服装まで再現するという徹底ぶりであった。後に放送された『フォレストガンプ』のパロディーコントである「マツモトガンプ」でもフォレスト（石橋）が歩んだ人生として同コントを再現し、その格好とキャラのとんねるずがヒロイン役の水野美紀に絡んだ。
FNNNスーパータイム
1990年に放送された『FNNスーパータイム』のパロディ。「提供」が「帝京」（とんねるずの出身校である「帝京高校」から）になっていた。キャスターは寒いダジャレを織り交ぜつつニュースを読む小柄な上田冬夫（石橋）と、上田のダジャレを軽く受け流す長身の安動優子（八木亜希子）のコンビ。内容の方も、「海外からビッグスター・ポールの来日」のニュースで上田が取材に行った相手がポール牧だったというオチや、お天気コーナー担当の永さんが京急油壺マリンパークのエイだったというお粗末なものばかり。
NO-LEE HERMAN SHOW
『The Pee-wee Herman Show』のパロディで、ピーウィー・ハーマンがモデルのノーリー・ハーマンに木梨が扮する。アメリカが舞台と言う事でセリフ時には字幕が出ていた（ただし、木梨はコント中ほぼ日本語で話していた）。ピーウィーが当時出演していた和光証券のCMのパロディもコーナー冒頭で行われていた。
おかげですプロ野球ニュース
同名スポーツニュース番組のパロディ。主にとんねるずが野球試合に参加した時のリポート代わりとしてOAされることが多く、本家に出演していた解説陣も出演していた。
このコーナーの元になった企画として「火ワイ版3」ではとんねるずが当時『プロ野球ニュース』の解説者だった土橋正幸、大杉勝男と明治神宮球場で試合を行う「プロ野球ニュース　夢の対決　とんねるず vs 土橋、大杉」が放送されており、当時本家司会者だった佐々木信也や解説者の一人だった別所毅彦もスタジオ出演した。
ちょっと聞いてヨ!おもいッきりノリ電話
『おもいッきりテレビ』の一コーナー「ちょっと聞いてヨ!おもいッきり生電話」のパロディ。前述の「#宜保（イボ）タカ子と行く心霊体験バスツアー」同様みのりもんたに扮した木梨とゲストが視聴者の悩み相談を行う。ゲストには、本家にもよく出演していた岡田眞澄、小林千登勢、真理アンヌといった顔ぶれが揃っていた。1991年7月11日放送分では本家司会者であるみのもんたがゲスト出演して話題を呼ぶ。後に2006年11月2日の『おかげでした』で復活した。
ゲストのアグネス・チャン（に扮していた石橋）が居眠りしていた事をみのりから突っ込まれた回があり、後の総集編で何度も紹介されていた。
タカ子姉さんのメリケンキッズ
中京テレビ『早見優のアメリカンキッズ』のパロディ。
観月ありさの参加によるもので、観月が「アリーサ」、木梨が「ノリソン」、石橋が「タカ子お姉さん」と「イエダニー教授」に扮し、英語ではなくヤンキーについて解説するコーナーであった。イエダニー教授によるヤンキー用語についての解説もあったが、間違った使われ方は以下のようにだじゃれであった。
- 血ぃみてえのかよ→地井（地井武男）みてえのかよ
- ラリってんじゃねぇよ→ラリーってんじゃねぇよ（ラリー行ってんじゃねぇよ）
- バックれてんじゃねぇよ→バックくれてんじゃねぇよ

最後は横浜銀蝿などのヤンキーソングを歌って終わる。
のちに本家『アメリカンキッズ』からTシャツが贈られ、セットの壁に飾られていた。
ほのぼの演芸
日本テレビ『笑点』の演芸コーナーのパロディ。
夜食ばんざい
『夕食ばんざい』のパロディ。
関口（大道具）の彼女オーディション　フィーリングカップル5vs1
『プロポーズ大作戦』内のコーナー「フィーリングカップル5vs5」のパロディ。

### 映画パロディコント
多くの場合、その時期の本家新作映画の宣伝を兼ねていた。

#### 邦画パロディ
スケバン刑事
「火ワイ版2」で放送。麻宮サキ(南野陽子)・木梨憲子のコンビと石橋(映画版に登場した服部がモデル)の対決を描く。
私をスキーに連れてって2
「火ワイ版3」で放送。原田知世出演。
竹取物語2
「火ワイ版3」で放送。沢口靖子が初出演したもので、石橋が沢口の左手を右手でつなぎ、「わー、沢口靖子にさわっちゃったぁ。」と言いながらスキップして木にぶつかるというボケがあった。沢口は実際の『竹取物語』でのセリフ「人間の真心、忘れません。」を、とんねるずの演技をふまえて「人間の下心、忘れません。」と言うセリフに言い代えていた。
左曲がりのダンディー
当時実写映画版が公開されていた漫画『右曲がりのダンディー』のパロディで、映画同様玉置浩二が主人公の一条まさとを演じた。
黒木瞳・とんねるずの姉御 番外編
優駿2
『優駿 ORACION』のパロディ。本家同様斉藤由貴が出演。クライマックスに登場するオラシオンが、ボブ市川（当時のとんねるずマネージャーである市川謙司）扮するケンタウルスだったというオチ。
蒲田行進曲2
『蒲田行進曲』のパロディ。渡辺満里奈、マイケル富岡、団しん也が出演。ラストシーンが提供クレジットだった。
彼女が水着にきがえたら
原田知世出演。本家公開時期の春に「番外篇」をOAしたのち、設定を一部改変した「TVサイズ編」がOAされた。
一杯のかけうどん
『一杯のかけそば』のパロディ。母親役を木梨、長男役を石橋、そして次男役を渡辺満里奈が演じた。また北海亭店主夫婦として、荒井注とあき竹城が出演。
ヒゲゴジラvs仮面ノリダー
1989年末に「仮面ノリダー」クリスマススペシャルとして放送された、当時公開中の映画『ゴジラvsビオランテ』のパロディ。ゴジラ細胞により巨大化したノリダーがヒゲゴジラ男と戦う。本家と同じく田中好子が大河内明日香役を演じたほか、「#サンバーダード」よりサンバーダード2号も登場した(ヒゲゴジラ男により破壊される)。
咬みつきたい2
緒形拳が出演。劇中で緒形が変身したドラキュラの役を木梨が演じた。
マンハッタン・キス2
本家にも関わった秋元康が脚本を手がけた。
稲村巨ジェーン
『稲村ジェーン』のパロディ。ヒロイン役で中山美穂が出演。
病院へ行こう…よ
『病院へ行こう』のパロディ。鳥越マリが出演。
夜叉'93
同名の映画のパロディ。いしだあゆみが出演。
水の旅人（テレビサイズ）
『水の旅人 侍KIDS』のパロディ。原田知世が出演。
ウルトラマンゼアス・パロディ篇
本家の公開終了前日である1996年4月11日の春のスペシャル内で放送されたパロディコントで、ラストカットにその旨を伝えるテロップが挿入された。本物のウルトラ兄弟と本家にも出演していた小林昭二が『仮面ノリダー』の立花藤兵衛としてゲスト出演。
霊少女ARISA
『超少女REIKO』のパロディ。観月ありさが出演。

#### 洋画パロディ
ゴースト タカの幻
『ゴースト ニューヨークの幻』のパロディ。牧瀬里穂が出演。ちなみに、本編の前に「クリスマス・エクスプレス」のCMパロディが流れた（下記の「#CMパロディ」を参照）。石橋の死に牧瀬が号泣し、別撮りの幽霊の石橋が呼び掛けようとするシーンで石橋がスボンのチャックを開けていた事に気がつき「もう一回!」と頼むもスタッフは「OK」と言った為、石橋は「頼む!もう一回やらせて!」と叫んだ（このシーンは特番で度々流された）。
陽子の悪夢 YOKO'S NIGHT MARE
『エルム街の悪夢』のパロディ。南野陽子が出演。
グレムリン3
『グレムリン』のパロディで、続編である『グレムリン2 新・種・誕・生』上映後に放送された。
ロッキー5 最後のコント
『ロッキー5 最後のドラマ』のパロディ。南野陽子と茶魔男が出演。
なぜか今 エクソシスト
ホームアローン2／ホームアローン3
アメリカのコメディ映画『ホームアローン』と『ホームアローン2』のパロディ。両コント共に小松政夫が出演。当然同名の本家シリーズの作品とは無関係。
花嫁のパパなのだ
『花嫁のパパ』のパロディ。工藤静香と荒井注が出演。
タカミネーター2
アメリカのSFアクション映画『ターミネーター2』のパロディで、小野みゆきが初出演したコント。小野は劇中で石橋扮するタカミネーターから「デビルマン」と呼ばれており、後に前述の「#デビルタカマン」に繋がる。
空手キッド物語
アクション映画『ベスト・キッド』のパロディ。
THE BODYGUARD（ザ・バディガード）
『ボディガード』のパロディ。
プリプリウーマン
『プリティ・ウーマン』のパロディ。
マディソン郡のあけぼの橋
『マディソン郡の橋』のパロディ。紺野美沙子が出演。
ローマの休日2
『ローマの休日』のパロディ。大原麗子が出演。
密林の王者タカザンとゆかいな仲間たち
『ターザン』のパロディ。牧瀬里穂が出演。
ダンス・ウィズ・ウルブズ2
『ダンス・ウィズ・ウルブズ』のパロディ。
フォーエヴァー・ヤング2
『フォーエヴァー・ヤング 時を超えた告白』のパロディ。観月ありさが出演。
HEAT
『HEAT』のパロディ。ともさかりえ、藤原紀香が出演。

### その他のパロディコント

#### CMパロディ
飲食品
- 森永製菓「チョコボール」 - 当時とんねるず自身が出演していたCMのパロディで、「仮面ノリダー」の「恐怖チョコ玉男」の回に登場。チョコ玉男（石橋）とジョッカーがCMソングの替え歌（「チョコボール」が「チョコ玉男」に変更されている）を歌いながら道路を横断していた。
- ペプシコーラ - 日本で初めて放送された比較CMのパロディ。石橋演じるM.C.タカー（本家のCMに出演していたM.C.ハマーがモデル）が、当時番組スポンサーであったサントリーの「はちみつレモン」を「蜂蜜とレモン」と比較する。
- 大塚食品「ボンカレー」 - 「それ行けマサカズ!」の一編としてOA。
- 味の素「クノールカップスープ」 - 当時CMに出演していた小泉今日子が番組ゲストとして出演したコント内で放送。同局で放送されていた『ウッチャンナンチャンのやるならやらねば!』に小泉がゲスト出演した際にも同様のパロディがOAされていた。

自動車
- 日産自動車「セフィーロ」 - 当時井上陽水が出演していたCMのパロディで、「仮面ノリダー」に登場したカルガモ男姿の石橋が井上のモノマネをしていた。
- トヨタ自動車「セリカ」 - 1989年10月5日の1周年スペシャル直前に放送。石橋が当時のCMに出演していたエディ・マーフィではなく#ストロベリーに扮して登場し、セリカではなく番組スポンサーであるスズキのカルタスに乗っていた。

家電
- 東芝「バズーカ」 - 「マサカズシリーズ」→「#正月だマサカズ!」を参照。
- 日立製作所「この木なんの木」 - 番組100回記念の告知も兼ねて当時日立提供の番組のラストに流れていたCMのパロディ。火ワイ版の1回目からOA時点での最近回までのトピックがロールテロップで紹介された。

運輸業
- 日本航空「90年代の翼 JAL」 - 1990年2月8日放送分で登場した、「只今、JALで 移動中」がキャッチフレーズのCMのパロディ。オリジナルのジャネット・ジャクソンは石橋が演じる。「JAL（ジャル）」が、「SAL（サル＝猿）」または「ZAL（ざる）」になっていた。
- JR東海「クリスマス・エクスプレス」 - 当時クリスマス前にオンエアしていたCMのパロディ。東京駅に着いたタカ（石橋）をリホ（牧瀬里穂）が待つという設定だが、タカはキセルで捕まってしまう（詳細はこちらを参照）。ちなみに同社は、当時番組スポンサーの一社であった。

その他
- 和光証券 - 「その他の番組パロディコント」→「#NO-LEE HERMAN SHOW」を参照。
- 大正製薬「大正漢方胃腸薬」 - 「#青春の1ページ」のノリ子編内で登場。当時本家のCMに出演していた田中邦衛には「#ちょっと北の国から」同様石橋が扮していた。

#### PV（プロモーションビデオ）パロディ
- HOMO DANCE（ホモダンス） - 「保毛尾田シリーズ」→「#HOMOMAN（ホモマン）」を参照。
- 石橋→M.C.ハマー（「M.C.タカー」として登場。ちなみにハマー本人も出演）など、木梨→マイケル・ジャクソンなど。
  - マイケルのパロディPVは、ほとんどのものはライオネル・リチ男（石橋）が競演している。2009年6月25日にマイケル・ジャクソンが逝去したことを受け、翌週7月2日の『おかげでした』では追悼企画として、木梨による当時のパロディ映像の名場面集が放送された。
  - タカーのパロディPVには、本家ハマーのバックダンサーを使用している。
  - のちにタカーは、後述の「#SOUL TUNNELS（ソウル・トンネルズ）」にてMCを務めた。

#### 舞台劇パロディ
男を金にする女
芸術座公演をコント化。主演は舞台と同じく大原麗子。

#### Vシネマパロディ
チンピラ 鉄砲玉ドピュー
『ネオチンピラ 鉄砲玉ぴゅ〜』のパロディ。HOUND DOGが出演。大友康平が一応主人公役で、メンバーの鮫島秀樹が元ツイストであることをネタにされていた。

#### 漫画パロディ
おかげです名作劇場 「新・愛と誠」
同名の漫画のパロディ。太賀誠を石橋、早乙女愛を工藤静香、高原由紀を木梨がそれぞれ演じた。

## 保毛尾田シリーズ
石橋扮するゲイキャラの「保毛尾田保毛男（ほもおだ ほもお）」が主役のコント。
連続テレビ小説 保毛尾田家の人々
保毛尾田の私生活を描いたドキュメンタリー風のコント。岸田の登場シーンだけは『傷だらけの天使』のパロディ。第1シーズンの終了に伴い完結したものの、後に第3シーズンの最終回で「最終章」をOA。
他の登場人物
- 保毛尾田今日子（岸田今日子）…保毛男の姉。市役所勤務。洋館風の豪邸で弟の保毛男と暮らしている。これまで保毛男の身を案じて独身を貫いていたが、52歳で辰巳作三と結婚し、53歳で第1子を出産した。
- 辰巳作三（木梨）…今日子の恋人で上司。
- 保毛尾田保毛左エ門（石橋）…保毛男の父。
- 保毛尾田保毛江（木梨）…保毛男の母。
- ノリフミ（木梨）…子供時代の保毛男の家庭教師。
- 美江（山口美江）…子供時代の保毛男の女友達。セリフは全編英語。

放映リスト
- 第1話「プルンプルンの朝」 - 1989年11月2日
- 第2話「ラメラメのガウン」 - 1989年11月23日
- 第3話「マリアとマーガレット」 - 1989年12月14日
- 第4話「父の遺言」 - 1990年1月18日
- 第5話「保毛男の傷口の章・リカちゃんのスカートの巻」 - 1990年2月1日
- 第6話「保毛男の傷口の章・日体大柔道部の巻」 - 1990年2月22日
- 第7話「保毛男の傷口の章・密室の二人」 - 1990年3月22日
- 最終回「保毛男の傷口の章・ガラスの思春期」 - 1990年3月29日
- 最終章 - 1997年3月27日

保毛太郎侍
『桃太郎侍』のパロディだが、一部では『遠山の金さん捕物帳』（主題歌）、『伝七捕物帳』（エンディング）、必殺シリーズなどのネタも使用。また大河ドラマ『春日局』と放送時期が同じだったこともあり、大原麗子が「お局様」という役でゲスト出演したこともあった。第1シーズンの最終回では、保毛太郎の姉役で岸田今日子も出演。同回を持って衝撃的展開で完結を迎えた。
なお『桃太郎侍』のパロディとしては、当時読売ジャイアンツ所属だったウォーレン・クロマティが出演した「黒魔庭侍が行く!」（1988年11月3日放送）も話題を呼んだ。そこで石橋が演じたのは「保毛左衛門」だった。
登場人物
- 保毛太郎侍（石橋）
- 憲兵衛（木梨）…保毛太郎の弟分。
- おまり（渡辺満里奈）…保毛太郎、憲兵衛が立ち寄るダンゴ屋の娘。
- 幸兵衛（荒井注）…ダンゴ屋の主人。

HOMOMAN（ホモマン）
『BATMAN（バットマン）』のパロディ。石橋（保毛尾田）扮するホモマンが、敵役ジョーカー（木梨）に「初めて?」と言いながら迫り、気持ち悪がられる。PV「BAT DANCE（バットダンス） by プリンス」のパロディ「HOMO DANCE（ホモダンス） by プリンス保毛尾田」の映像も行なわれた（「仮面ノリダー」より木梨猛も登場）。
なお、CM前のテロップでは「CMのあとは「プリンス保毛尾田のバットダンス」」となっていた。
その後、『BATMAN リターンズ』公開の際には『HOMOMAN リターンズ』が製作された。敵役はペンギン（木梨）、キャットウーマン（小野みゆき）であった。
保毛尾田保毛男 その愛'95
坂井真紀が出演。
極道の妻たち 三代目姐と保毛
『極道の妻たち 三代目姐』のパロディコント。三田佳子が出演。なお、『極妻』のパロディコントとして後に「極道の母たち」（伊東四朗、小松政夫が出演）や「仁義なき極道の妻たちの戦い」（工藤静香、薬師寺保栄が出演）も放送されている。
この他、○○によくある風景「青春の1ページ」ノリ子編にも、おかげです高校教頭として保毛尾田先生が出ていた。ノリ子の面接試験で、「私がこの高校の亀頭…ではなく教頭の」と言ったり、もう1人の面接官である宮沢の「中学生生活は…」という発言に反応して「性生活だなんていやらしい!」と言ったりするなど、下ネタを連発していた。

## ノリユキシリーズ
木梨扮する「ノリユキ」が主役のコント・コーナー。
翔べノリユキ!
「#○○によくある風景」のミーハー編で登場したアイドルオタク・ノリユキがフジテレビ局内で様々なアイドルや女性タレントを襲撃するロケ形式のコーナー。コーナーの最後は「芸能人の皆さんへ　次に狙われるのはあなたかもしれない…」と柴田秀勝によるホラー調ナレーションで終わっていた。後に「#ノリユキの（得）コレクション・ショッピング」（後述）と言うコーナーへ発展した。
ノリユキ最後の逆襲
ノリユキの（得）コレクション・ショッピング
前述した「#翔べノリユキ!」の流れを組むコーナーで、ノリユキが様々なアイドルや女性タレントの楽屋に入って道具を勝手に持ち帰り、それを商品として左登村信介・久保田ひろみ司会(二人とも当時の日本直販のテレビショッピングに出演していた)のもと、紹介するコーナー。商品は実際に販売はせず視聴者プレゼントへ回されていたにもかかわらず、毎回ノリユキが商品に値段を設定するのがお約束だった（その為、本当にお金を送らない様視聴者へ注意する字幕が出ていた）。
紹介商品
- 第1回「かとうれいこの浴衣」 - 1993年7月29日
- 第2回「飯島愛のＴバック」 - 1993年8月5日
- 第3回「観月ありさのスリッパと近くの息」 - 1993年8月12日
- 第4回「小泉今日子のストロー」 - 1993年8月19日
- 「飯島愛のＴバックの当選者発表」 - 1993年9月2日
- 「観月ありさのスリッパと近くの息の当選者発表」 - 1993年9月9日
- 「小泉今日子のストローの当選者発表」 - 1993年10月14日
- 「松本伊代の胸パット＋洗濯機＋高枝切ばさみの当選者発表」 - 1993年10月21日

〈緊急コント〉ノリユキの新妻・伊代を取り返せ
当時ヒロミと婚約した松本伊代に対するノリユキの逆襲を描く。

## ものまねコント

### マサカズシリーズ
石橋による田村正和のモノマネキャラ・マサカズが主役のコント。なお石橋と田村は、1998年のフジテレビドラマ『じんべえ』の収録中に初対面を果たした。
ニューヨーク恋物語 予告篇
岸本加世子が出演。木梨は相川里美（桜田淳子）役だった。
それ行けマサカズ!
『ニューヨーク恋物語』の田村をベースにしたショートコントであり、BGMは井上陽水の「リバーサイドホテル」。基本的に石橋一人によるコントだが、まれに木梨が出演した回もあった。また、マサカズの恋人役で七瀬なつみや三好康子がゲスト出演した。
野球だマサカズ!
マサカズが野球に挑戦するシリーズ。
眠狂四郎だマサカズ!
かつて田村が演じた『眠狂四郎』のパロディだが、マサカズ狂四郎は前述の「それ行けマサカズ!」等と同じく「リバーサイドホテル」をBGMに登場。マサカズ狂四郎は髷の後ろ髪が長く、浪人達を相手に得意の円月殺法を披露しようとするが、テンポが悪く隙を突かれ返り討ちにあってしまう。
なお『眠狂四郎』のパロディコントとして、他にTHE ALFEEの高見沢俊彦演じる「居眠り狂四郎」もあった（後述「#THE ALFEE出演コント」を参照）。
正月だマサカズ!
1989年の年末スペシャルで放送。田村が出演していた東芝の大型カラーテレビ「バズーカ」のCMパロディであり、東芝が「石田」（石田弘）になっている。お坊さんに扮した木梨（マサカズが見ているテレビの画面に映っている設定)が除夜の鐘ではなくマサカズの顔をついてしまう内容の物と、マサカズが木梨からバズーカ砲で撃たれて黒焦げになる内容の物と、マサカズがテレビを見ていた場所が室内と見せかけて実は屋外だった内容の物の計3バージョンが放送された。
ちなみにとんねるずも、のちに本家「バズーカ」のCMに出演した。
男と女 ニューヨーク恋物語III
『ニューヨーク恋物語II 男と女』が放送されていた時期のパロディコントで、本家に出演していた篠ひろ子と三田寛子が出演。木梨が丘みつ子と鳥越マリの二役に扮した他、伊藤淳史と茶魔男も出演している。
パパとなっちゃん2
小泉今日子が出演。なお本家の役名である志村は「田村」に変更されている。
子づれ狼 その小さき手に
『子連れ狼 その小さき手に』のパロディ。石橋がマサカズのキャラで拝一刀を演じる。
新畑任三郎
『古畑任三郎』のパロディで、脚本は秋元康が担当。石橋扮する新畑任三郎が木梨扮する今湖慎太郎とのコンビで活躍する。犯人役は和田アキ子や桂三枝（現・六代目桂文枝）、美川憲一など本家に引けを取らない豪華さであり、特に沢口靖子は本家古畑と新畑両方に犯人役として出演した。
- 1996年2月29日放送分では木梨扮する今湖が主役の「今湖慎太郎」もセットで放送された（伊藤俊人がゲストで出演）。

### んGO-ひろみシリーズ
木梨による郷ひろみのモノマネキャラ・んGO-ひろみが登場するコント。
ホストクラブ『ファイアー』の夜は更けて
工藤静香が出演。後述するストロベリーもホスト役で登場した。
F-1グランプリ物語
川津祐介、五十嵐いづみ、大川和彦、今宮純が出演。石橋扮するブラジル出身のネイルトンタカと木梨扮する日本人のアラん～GO!(んGO-ひろみとアラン・プロストを合わせたキャラ）の二人のライバルレーサーの物語。
愛されぬ理由
本家郷ひろみがゲスト出演したコントで、タイトルは当時郷の妻だった二谷友里恵の著書「愛される理由」より。んGO-ひろみが「REE」（郷の曲「LEE」の替え歌）を歌っている最中、観客席にブルース・リー（石橋）がいると言うギャグがあった。

### その他木梨によるものまね
マイケル・ジャクソン来日記念シリーズ
木梨がマイケル・ジャクソンに扮するコントシリーズ。本家マイケルが来日した度に製作され、前述した「#PV（プロモーションビデオ）パロディ」とセットで放送されていた。1988年の年末スペシャルに放送された「MICHAEL JACKSON MOONWALKER」ではチンパンジーのバブルス（石橋）が登場したが、タバコを吸ったりする等本家とは全く異なるキャラクターになっていた。
1990年2月8日にはマイケルに扮した木梨の他、石橋がバブルスとジャネット・ジャクソンの二役を演じた「ジャネット・ジャクソン物語」が放送された（マネージャー役で萬田久子も出演した他、この回は前述した「JAL」のCMのパロディ（「#CMパロディ」を参照）も放送された）。
木梨憲武1人オールスターものまね王座決定戦
『ものまね王座決定戦』のパロディ。登場ものまねを全て木梨が担当。似顔絵は本家と同じ針すなお。進行役は西山喜久恵。審査員は番組スタッフが務めた。毎回サブ北島が決勝戦に登場するも優勝を逃すのがお約束だった。「紅白ものまね歌合戦」版も放送された。

## 歌謡ドラマコント
実在の曲を題材にした一連のコント。
牧瀬里穂デビューCD発売記念作品 Miracle Love
プロデューサー・ダーイシ（石橋）、ディレクター・小港（木梨）、「おかげです」制作デスクの里穂の三角関係を「Miracle Love」の歌詞にからめて描く。最後は小港が里穂へ『101回目のプロポーズ』風にプロポーズしようとするが、ダーイシが運転していた車にひかれてしまう。
新入社員物語 春なのに…
沢口靖子が出演。フジテレビにADとして入社することになった若者たちの悲劇を描いた。
大ヒット歌謡ドラマ 慟哭

## ゲスト出演コント
出演回数の多いゲストが主演したコントについてはここでまとめる事とする。

### チェッカーズ
チェッカーズ（藤井郁弥（現:藤井フミヤ）、武内享、高杢禎彦、大土井裕二、鶴久政治、徳永善也、藤井尚之）出演のコント。なお、「青春の1ページ」については後述「#○○によくある風景」を参照。
またこれらのほか、メンバーの鶴久と徳永が後述の「ロックンロール最高物語」にて共演している。
チェッカーズ VS とんねるず 原宿ツッパリ合戦!
「火ワイ版1」で放送されたコント。原宿を舞台に、成増耳たぶ（石橋、郁弥、鶴久、尚之、徳永）と祖師谷くるぶし（木梨、高杢、武内、大土井）の2グループによる抗争を描く。最後は両グループのメンバーが全員福岡出身だと言う事が判明し、仲良くなるオチだった。
劇・シンデレラ姫
「火ワイ版2」で放送された「シンデレラ」のパロディコント。
太陽にぽえろ!
「火ワイ版3」で放送された『太陽にほえろ!』のパロディ。石橋がボス、木梨が山さん、その他の刑事をチェッカーズのメンバーが演じた（殿下役が武内、ジーパン役が尚之、ロッキー役が高杢、テキサス役が大土井、ゴリさん役が鶴久、シンコ役が徳永、そしてマカロニ役が郁弥）。また、地井武男が本家と同じくトシさん（井川利三）役で出演。
〈クリスマススペシャル〉チェッカーズの80's最後のクリスマス・ソング
お気楽ミュージカル ウエストサイトシーン物語
『ウエストサイドストーリー』のパロディ。初回は斉藤慶子、2回目は岡本夏生がゲスト出演。劇中歌はほとんどチェッカーズの持ち歌だった。
新・巨人の星
『巨人の星』のパロディ。ボールが飛ぶシーンは本家さながらのアニメで表現されていた。徳永はこのコント以降、役やシーン関係なく、ちゃぶ台をひっくり返すシーンが定番となっていった。なお、本家に存在する同名の続編とは全く無関係である。
登場人物
- 星火馬、棒作の父 - 石橋貴明
- 星飽子、棒作の母、火高美奈 - 木梨憲武
- 星一鉄、棒作の弟 - 徳永善也
- 鼻形満、棒作の弟 - 藤井郁弥
- 差門棒作、堀内恒夫 - 高杢禎彦
- 晩注太、棒作の弟 - 鶴久政治
- 王貞治、牧野茂、オーロラ三人娘・ナオ、棒作の弟 - 藤井尚之
- 長嶋茂雄、川上哲治、オーロラ三人娘・ルミ、棒作の弟 - 武内享(役問わず山倉和博に間違えられるのがお約束だった)
- 海女野先生、歯闇譲二、オーロラ三人娘・ユウ、棒作の妹 - 大土井裕二
- おずま、和尚 - ボブ市川

テーマソング
- 「ゆけゆけ火馬」（原作詞：東京ムービー企画部 / 作曲:渡辺岳夫 / 歌:とんねるず・チェッカーズ）
  - 歌詞やメロディは本家と同じだが、「飛雄馬」が「火馬」、「ゆくが男の」が「ワキガ女の」に変えられている。

放映リスト
- 第1話「大リーゲボール養成ギプスの秘密」 - 1991年3月7日
- 第2話「血ぞめのホームラン」 - 1991年4月18日
- 第3話「巨人軍入団テスト」 - 1991年5月16日
- 第4話「大リーグボール1号誕生!」 - 1991年6月13日
- 第5話「火馬の初恋」 - 1991年6月27日

男はつれえよ タカ次郎忘れな草
『男はつらいよシリーズ』第11作、『男はつらいよ 寅次郎忘れな草』（1973年公開）のパロディ。なお、劇中の武内、石橋、尚之、鶴久の乱闘シーンは後述の珍義なき戦いへ継承された。
珍義なき戦い
『仁義なき戦い』のパロディ。作品ごとに役や設定はリセットされ、劇中で殺害されても次の回では何事もなく生き返っていた。
劇中、石橋から攻撃を受けた武内が尚之にゴングを鳴らさせ、そこからとんねるずとチェッカーズが入り乱れての乱闘が始まるのが恒例で、パイ投げとプロレス技を行ったり、セットの壁や椅子、机などを派手に壊したりと暴れまくる為、出演者も軽い怪我が絶えなかった。チェッカーズの解散に伴い、『さよならチェッカーズ 珍義なき戦い』で完結。なお『仁義なき戦い』のパロディコントとして、1996年にはシャ乱Qが出演した「仁義なき戦い'96」が放送された。
放映リスト
- 第一部 - 1991年09月12日
- 第二部「頂上決戦」 - 1991年10月17日
- 第三部「跡目戦争」 - 1992年2月13日
- 第四部「広島死闘編」 - 1992年4月30日
- 第五部「暴力団新法施行」 - 1992年6月4日(この回のみ、牧瀬里穂が出演。)
- 第六部「標的」 - 1992年7月9日
- 完結編「最後の珍義なき戦い」 - 1992年12月24日

### 小泉今日子
壺振り今日子 賭場
「火ワイ版2」で放送されたコント。タイトル部分では題名つながりで鳥羽一郎が顔を出していた。
バッハ交響組曲第一章 デルモ・コンツェルト&デパガ・ソナタ
病院へ行こう3　病は気から
愛するということ2
小泉今日子♥矢田沢永吉 夢の初共演 ビッグスターの悲劇
めぐり逢えたら スペシャル版
あなただけ見えない2
青春恋愛ドラマ プリティ・イン・ピンク
すてきな片想い
番組200回を記念したコント。それまでの「おかげです」のキャラクターが至るシーンで登場した。
まだまだ恋は始まらない
小泉と坂井真紀のダブル主演。
小泉今日子の怖い話

### THE ALFEE
THE ALFEE（桜井賢、坂崎幸之助、高見沢俊彦。「BE∀T BOYS」名義を含む）が出演したコント。
BE∀T BOYSの我らフォークソング研究会
大学のサークル団体である「フォークソング研究会」のメンバーがユニット「スニーカー」を結成し、オーディションを目指す感動のコント。部員役をとんねるずとBE∀T BOYSが演じた。ちなみにオーディションでは「大きなお世話サマー」（作詞・作曲：高見沢俊彦）が使用された。
ADブギブギ
『ADブギ』のパロディ。
THE ALFEE その栄光の道のり
後述の「#井上陽水物語」に続く、著名シンガーの自伝コントの第2弾。
博士と助手VS.THE ALFEE 武道館への道　-THE LONG WAY TO BUDOKAN-
後述のとんねるずとの武道館での卓球対決（「#博士と助手」を参照）に賭けるALFEEの3人の意気込みを描いたコント。
居眠り狂四郎
『眠狂四郎』のパロディ。THE ALFEEがとんねるずとの卓球対決（後述の「#博士と助手」を参照）に勝利して以来の「おかげです」復帰作。主役の居眠り狂四郎役は高見沢が演じ、石橋は敵のバテレン魔術師役、木梨は狂四郎の子分と講釈師の二役、桜井は魔術師と結託する悪代官役で、坂崎は瓦版売りの役。

### 伊東四朗・小松政夫
とんねるずが『笑って!笑って!!60分』や『みごろ!食べごろ!笑いごろ!』で育った世代の為随所に当時のギャグが多く使用され、回によってはコント中に小松与太八左衛門、ベンジャミン伊東、デンセンマンが登場して電線音頭を披露し、石橋が「オフィス北野森社長―!」と叫ぶのが定番となっていた。なお、「ルパン三世（ルパンしゃんせい）」については前述「#アニメパロディコント」、「ホームアローン2／ホームアローン3」については前述「#洋画パロディ」、「極道の母たち」については前述「#保毛尾田シリーズ」を参照。
親分さんいらっしゃい
おかげです名作劇場 「嵐を呼ぶ男」
暗黒街の男たち
新宿純情チンピラ物語

## 上記以外のコント

### ○○によくある風景
下記「青春の1ページ」シリーズなど、多くのコントのタイトルに使用されていた定型文。
- 学校もの（転校生、修学旅行、卒業式、健康診断、学校の七不思議、純愛）、高級クラブ（古手川祐子が出演、当時司会をしていた『ミュージックフェア』のパロディを行った。前述「#ミュージカルフェア」を参照） など。

#### 青春の1ページ
ノリ男をメインとした「おかげです中学」内のコント（以下「ノリ男編」）と、ノリ子をメインとした「おかげです高校」内のコント（以下「ノリ子編」）などがある。その一連のシリーズでは、石橋が毎回異なるキャラクターの教師として登場し、毎回の様にノリ男・ノリ子だけがどこかを向いてしゃべっていて気づかない間に石橋にスリッパで叩かれ始めてそこにいることに気づくお約束のシーンがあった。その後石橋が「先生の名前は…」と言って名前を黒板に書いて自己紹介するが、書かれた漢字の名前と書いてから口に出す読み方とは一致していることもあり、全く関係がないこともある（例：「歌番終了」と書いて「さよならベストテン」、「全国一品料理」と書いて「くいしんぼうばんざい」)。
ノリ男編
チェッカーズ、渡辺満里奈が同級生役で出演。その後、おかげです高校に入学。
チェッカーズの楽曲「ONE NIGHT GIGOLO」の前奏にのってノリ男を含めた複数で踊り、歌い出しの「Kill you」の直後にノリ男が石橋からスリッパで叩かれるギャグが定番となった。
ノリ子編
もともとは中学で後に進学。
宮沢りえ（宮沢出演前はチェッカーズが担当）、渡辺、森川正太、頭師佳孝、田坂都、保積ぺぺが同級生役で出演。
集団就職編
斉藤由貴が出演、非学園もの編の一本。石橋扮する角刈りのダンサー・ストロベリー（「#ストロベリー」を参照）が初登場。
ミーハー編
松本伊代が出演、同じく非学園もの編の一本。アイドルオタク・ノリユキが初登場。後に「翔べノリユキ!」として独立コーナー化。
最終回によくある風景
観月ありさが出演。ノリ男が主人公だが、ストーリーはノリ子編をベースとしている（宮沢や渡辺は出演せず）。ノリ子もチョイ役で登場。

### その他
野球部の青春　伊代の三角関係
「火ワイ版1」で放送されたコント。松本伊代が出演。
トシ刑事のノリタケを救え!
「火ワイ版1」で放送されたコント。田原俊彦扮する刑事が、石橋扮する犯人によって人質にされている木梨を救おうとするが…。
伊代・貴明のわがままなアイドル
「火ワイ版1」で放送されたコント。わがままなアイドル姉妹（石橋、松本伊代）とそのマネージャー（木梨）のやり取りを描く。
男（タカアキ）と女のむずかしい関係
「火ワイ版1」で放送されたコント。
昔ばなし「桃太郎」
「火ワイ版3」で放送された同名の昔話のコント。石橋がナレーターとおばあさん、木梨がおじいさんと桃太郎役を担当。コント開始時と終了時には『まんが日本昔ばなし』のオープニング曲が使用されていた。
夢のオリエント急行物語
レギュラー版の第1回目にOAされた。松田聖子が出演。
―心のばんそうこう― ペンション｢ミルキー｣物語
石橋扮するペンションオーナーの息子役で佐野泰臣が出演。富田靖子がゲスト出演。
危険なノリ子（→静香）の情事
もうひとつのハートカクテル '88のクリスマス
帰って来た二代目
沢田研二が出演。
ホラーとんねるず
序盤だけホラーストーリー風に展開し、最後はとんでもないオチで落とすコントシリーズ。コーナー冒頭では「決して30人では見ないでください」と言う『サスペリア』のキャッチフレーズのパロディを行っていた。
嫁に来ないか…
南野陽子が出演。
貧乏家の人々
文字通りの貧乏一家である木梨家の面々が、毎回トラブルを起こしては借金を作ってしまうというストーリー。娘（高校生）役で荻野目洋子が出演（「火ワイ版1」では中森明菜が演じていた）。荻野目のヒット曲「ダンシング・ヒーロー」に乗って家族で踊り、息子（小学生）役の石橋が曲の冒頭「愛してるよなんて」を「ナイシテルよなんて」と歌い、母親役の木梨にスリッパで突っ込まれる一連の流れがあった。スタジオの掃除のおばちゃんとして、帰りなおばちゃんが初登場したコントである。第11話（1993年2月25日放送分）からは曲が「コーヒー・ルンバ」（1992年に荻野目が「YO-CO」名義でカバー）に変更された。最終話（1997年3月27日放送分）では藤井フミヤ（娘の交際相手役）と共に「ダンシング・ヒーロー」「コーヒー・ルンバ」の両方を披露した。
ドキドキ愛人日記
木梨扮するノリ江（94歳）と、石橋扮するタカ吉（102歳）の物語。ノリ江はタカ吉の愛人で、2人は正式な夫婦ではない。毎回露骨な性的描写（性交イメージシーンは艦砲射撃→花火のシーンをはじめ回を重ねるごとにエスカレートしていた）が挟まれる為、苦情も多かった。
基本的にとんねるずの2人だけによるコントだったが、沢口靖子がゲストで出演した回もあった。
ノリ子婆ちゃんのお見合い日記
木梨扮する、お見合いが大好きなノリ子婆ちゃんが主人公のコント。ゲスト役で田中裕子と松坂慶子が出演した他、保毛尾田保毛男が番組に初登場したコントでもあった。
松田聖子とジジイ・ババアの旅は道づれ空の旅
とんねるず扮する老夫婦と、旅行客役の松田聖子の飛行機内でのやり取りを描くコント。
マイク・タカソンが敗れた日
1990年に東京ドームで行われたプロボクシング世界ヘビー級タイトルマッチ後に放送されたコント。石橋がマイク・タカソン、木梨がドン・秦野・キング、原田知世が女性記者に扮する。
タカソンの試合では実況を青嶋達也が担当した他、観客としてんGO-ひろみ、保毛尾田保毛男、実際の試合を石橋と共に観戦していた柴田恭兵（本人ではなく「#ちょっとあぶない刑事」同様木梨が演じた）が登場した。
ストロベリー
石橋扮する角刈りアフロヘアーの黒人ダンサー、ストロベリー石橋のコント。ストロベリーが郷ひろみの「セクシー・ユー (モンロー・ウォーク)」やU2の「ザ・フライ」に合わせ、両腕を激しく交差させる「ストロベリーダンス」が特徴的。今井美樹扮するラズベリーが登場する番外編も放送された。
不良少年更生ストーリー ロックン・ロール最高物語
1990年2月8日放送分で初登場。AURAのライヴを観て感激した田舎のヤンキー2人組のターキー（石橋）とノーチン（木梨）が自分達もロックをやろうと（コントでは間違えて「ドラムをやろう」と言う）仲間に呼びかけ、賛同したサンディー（徳永善也）、マーサ（鶴久政治）と共にバンド「矢島工務店」を結成し武道館デビューを目指すサクセスストーリー。ライバルとしてBY-SEXUAL、B21スペシャル（BY-SEXUAL21）が出演。
担当は、ノーチンがボーカル、ターキーが琴（「小室」や「教授」を自称していた）、サンディーがドラム、マーサがギター。「みちのく」や「ホテル」とオリジナル楽曲も発表されたが、CD化などはされていない。
第1シーズンでのコント終了後、第2シーズンである1990年12月13日には「矢島工務店のロックンロール最高物語・アンコール」、第3シーズンには続編として「帰って来た矢島工務店」がOAされた。
余談であるが、DJ OZMAはこのコントに影響を受け、のちにとんねるずとともに同じ矢島の姓を冠した「矢島美容室」を立ち上げた。
バッハ交響組曲第一章 デルモ・コンツェルト＆デパガ・ソナタ
われら定時制高校野球部 欽ちゃんに会いたい -もうひとつの甲子園-
廃校の危機に陥ったおかげです高校定時制（夜間部）の生徒が野球部を結成し、明治神宮球場での大会出場を目指す。転校生役として山本譲二も出演。OPテーマが校歌になっているほか、最終回は実際に明治神宮球場で試合をした。なおとんねるずは番組第2シーズンの開始当初「第1期のコーナーやネタは一切やらない」とこのコント内で宣言しており、このコントが第2シーズンのメインコーナーとして扱われていた。しかし折しも同じ日にスタートした裏番組『渡る世間は鬼ばかり』が高視聴率をマークしていたことから、対策として第1シーズンのコーナーを復活させる方針に転換した
登場人物（名前は全てアダ名である）
- ハイオク - 石橋貴明（出光のガソリンスタンドで働いている。野球部に対して懐疑的）
- チャリ - 木梨憲武（自転車屋の二代目）
- ナグリ - ヒロミ（大工）
- ガリ - 直江喜一（寿司屋の見習い）
- ドカベン - 香川伸行（うどん屋で働いている）
- ヨウセツ - 保積ペペ（溶接工）
- ハイタツ - 土橋正幸（新聞配達業、子持ち）
- マカオ - 森川正太（オカマバー勤務）
- カンレキ - 別所毅彦（孫がいる）
- マドンナ - 杉田かおる（町工場で働いている）
- シンマイ - 定岡正二（3年B組の担任兼野球部監督）
- ゴマシオ - 柳生博（教頭）
- モトコマチ - 岸田今日子（校長、なぜかセリフはない）

放映リスト
- 第1話「定時制の灯を消すな」 - 1990年10月11日
- 第2話「ハイオクの豪速球」 - 1990年10月18日
- 第3話「」 - 1990年10月25日
- 第4話「万馬券」 - 1990年11月1日
- 第5話「」
- 第6話「」
- 第7話「9人揃った!」

好奇心100%の競馬万馬券物語
- 賀来千香子が出演。後述する木梨憲三が初登場したコントでもある。

ファッション業界物語
井上陽水物語
舞台は昭和47年の福岡。ライブハウスで歌いながら下積み生活を送っていたとんねるず扮するフォークデュオ「アンドレ・カンドレ」と後輩である無名のフォークシンガー・井上陽水がメジャーデビューを目指す物語。しかし音楽では方向性が見えないと悟った3人はお笑いに転向。演芸場らしい舞台で、3人トリオ「アンドレ・カンドレ・チンドレ」として音楽漫談をするというものだった。大御所である井上に対しとんねるずが容赦なくスリッパで叩くシーンが非常に印象的であり、後年の名場面集でも上位にランクインされる作品の一つ。井上をスリッパで叩くシーンについて石橋は、収録当日に井上に酒を飲ませ泥酔の状態にして収録したという（「広告批評」91年1月号掲載の証言から）。
静香と僕たちの青春シリーズ
石橋扮する主人公と静香（工藤静香）の恋愛を描いたラブストーリーシリーズ。
石田（ダーイシ）プロデューサーの一番長い日
1991年12月に2週続けて放送。とんねるずが「情けねえ」で日本歌謡大賞を受賞した時と第42回NHK紅白歌合戦に出場が決定した時に放送されたコント。ダーイシ（石橋）が、とんねるずの日本歌謡大賞受賞や紅白出場を実現させるべく、ひろし5木、森進一郎、ヒデ西城（いずれも木梨）に根回しを行うという内容。
どちらのコントも事前収録だったため、喜ぶパターンと残念パターンがそれぞれ収録された（残念パターンについては本編放送後のおまけで放送された）。
日本歌謡大賞の時はコント内でダーイシの回想としてとんねるずのシングルヒストリー（「一気!」から「どうにかなるさ」まで）が放送され、最後は大賞を受賞した直後に歌った「情けねえ」の映像が流れた（EDロールに映像協力としてこの年の日本歌謡大賞を制作・放送したテレビ朝日の名前がクレジットされた）。
紅白歌合戦出場の際には記者会見の模様も放送された。
僕たちのクリスマス・イヴ
沢口靖子が出演。
ありさとたりさとノリ男先生
「#青春の1ページ」シリーズの後に高校教師になったノリ男と、教え子のありさ(観月ありさ)とその姉の不良高校生たりさ(石橋)を中心とした物語。
マネキンの恋人
嗚呼青春の1ページ
石橋・木梨の帝京高校時代の思い出を元にしたコントであり、前述の「#青春の1ページ」とは別物。「SOUL TUNNELS」の参加者募集の告知とのセットで放送されることが多かった。
極道を愛した女
柳葉敏郎が出演。
連続ホーム・ドラマ スーさんの床屋さん
当番組のディレクター(当時)である鈴木正人(愛称・スーさん)が、一年以上伸ばし続けた不潔な長い髪を切ると決心して床屋へ行く内容のコント。床屋の主人である木梨の妻の役でルビー・モレノが出演。
- 1993年2月18日:第一回「床屋さんに行くぞ」の巻
- 1993年2月25日:第二回
- 1993年3月4日 :最終回

Jリーグ未公認ドラマ「キックオフ」
Jリーグ開幕目前で川崎ベラディから横浜アリノスに移籍したタカモスラ(石橋)とベラディでのチームメイト・ノリ北沢(木梨)、二人の高校時代からの同級生・ありさの友情物語。
演歌のスター誕生物語
藤谷美和子が出演。
AD大仏・小松の男・涙の披露宴
番組ADの小松伸一が結婚した際に放送されたコント。
石橋出工店物語
下町に住む大工の親方・タカ吉(石橋)と娘のカンナ(観月ありさ)を中心とした人情喜劇。タイトルの「出工」は「でぇく」と読む。向かいの駄菓子屋の主人役には「帰りなおばちゃん」こと稲村さち子が出演。
帰りなおばちゃんが水着姿で出演した際、タカ吉がアドリブで「毛が出てる」と指摘し、稲村さち子本人と家族が不快感を示して降板。「石橋出工店」シリーズも打ち切りとなってしまった。
近未来警察072
西暦2038→2039年の日本を舞台に災害救助や犯罪捜査に挑む3人の戦士の活躍を描く。「警察」には「ぽりす」とルビが振られていた。題名の「072」とは、作品世界において台頭し始めていたニュータイプ人類の染色質72のことである。どう考えても敵の「ブラック・ダダーン」が関係してないと思われる事故や事件も、ジョーとゴンの二人が「ブラック・ダダーンの仕業だ」とこじ付けて話を進めるのがお約束のパターンで、ブラック・ダダーンの存在にすら懐疑的なナナを、暴力やセクハラなどで無理矢理納得させていた（その一連のシーンを後に番組内で、ナナが思わず言った一言にちなんで「クネクネ」と呼ばれていた）。特別分署使用車である「デパーチャー」に使用されたスズキ・セルボモードには本部や各国の支部がリアウインドウに書かれていた。ナナ役のオーディションの最終選考に残った2人のうちのもう一人が、遠峯ありさという芸名だった頃の華原朋美であり、背丈を理由に松嶋菜々子が選ばれたことも後に明かされている。1994年11月3日開始。1995年3月まではほぼ2週に1回の割合で放送されていたが、松嶋がNHKの連続テレビ小説『ひまわり』に出演することが決定したため新しい女性隊員役を募集するも、決定の目途が立たないまま同年11月30日放送分で打ち切りとなった。なお、ブラック・ダダーンのボス役をアジャコングがやる予定であった。後に松嶋は『おかげでした』にゲストとして何度か出演しており、このコントの事も一時期言及されていた。第6話までは「探偵物語'93」同様、れっきとした次回予告が行われていた。
登場人物
- 早稲田一男=ジョー（サニー・バシタカ / 石橋）…近未来警察署の精鋭チーム「072」のリーダー。近未来警察スクールを首席で卒業。IQは210。冷静沈着だが、任務におけるナナへの態度は無論、「ブラック・ダダーン」の存在を信じてないという理由で救助活動を急かす市民に対しても手を上げたり、女性署員や大助と親しい少年の姉に一目ぼれしてはナナの嫉妬を買ったりとエリートとは思えぬ言動が目立つ。普段は代官山の美容室「世界チャンピオン サロン・ド・アルレドントの店」の美容師。母と二人暮らし。
- 金子大助=ゴン（木梨）…「072」のムードメーカー。射撃のエキスパートで「ビックリ関節はずし」なる特技を持つ。任務がない時は並木橋の中華飯店「有昌」で働いている。
- 吉田恵子=ナナ（松嶋菜々子）…「072」の紅一点メンバー。空手3段、柔道5段、剣道3段。普段は六本木のクラブ「茜色」のホステス。ジョーとゴンに無理やりペースを合わせようとしては毎回蹴られるなどして卑猥な言葉を連発させられていた。
- 松本三郎=隊長（長門裕之）…ジョーたちの上司で良き理解者である。任務がない時は魚屋「魚松」の店主。
- ヤン・クンミン（太田一矢）…「072」に所属する科学者｡
- パパさん（橋本英雄）…「有昌」の店主。
- 早稲田さち（菅井きん）…一男の母。一男が「072」の隊員であることは知らないが、第9話エンディングでは、ジョーを息子と知らずに再婚相手と心に決めてしまう。

ゲスト
- 大河内浩=「茜色」の客（第2話）
- 野茂英雄=「茜色」の客（第5話）
- 佐野重樹=「茜色」の客（第5話）
- 細川直美=大助の初恋相手・細川有子（第7・11話）
- 木之下綾=交通課署員
- 水野美紀=大助の隣りに住む美紀（第10話）
- 広仲泰明=美紀の弟
- 小野みゆき（第12話）=近未来警察51期生出身の実業家。ジョー、ゴン、ナナと同期。だが…

テーマソング
- 「近未来警察072のテーマ 〜戦えヒーロー〜」（オープニング。第11話以降は割愛）/作詞：吉野晃章、作曲：後藤次利、歌：とんねるず
- 「哀愁のバラード」（エンディング。第5話以降は割愛）/作詞：吉野晃章、作曲：後藤次利、歌：とんねるず

聖オゲレツ学園
ともさかりえが主演の学園コント。石橋はともさかと同棲している教師の高久と、ともさかにつきまとうテニス部部長の花タカの二役を演じていた。
FRANKY&NORI
木梨とリトル・フランキー（全日本女子プロレス（当時）のミゼットレスラー）がアメリカのショーパブ風のセットで行うコメディーショー形式のコント。
おっぺせ!ゲッペタン
木梨と腹話術人形によるやり取り（例/人形「僕、ワカメスープ飲んだんだ」、木梨「なんで、ワカメスープを飲んだの?」、人形「…スープなら何でも良かったんだ（ボソッと）」）のコント。そのシュールな内容から、後年の名場面集では木梨の独特な世界観を代表するコント作品として取り上げられることも多かった。
関東石橋組見参!!
極道コント。関東石橋組組長（石橋）とその子分・ノリヒデ（木梨）が田舎から上京して一旗揚げようとするのだが、ノリヒデは常に釣竿を持ち歩き、一般人に釣竿を使って因縁をつけるたびに必ずと言っていいほど石橋組長に怒鳴られていた。
第3回から期間限定の子分として諸星和己も加入。諸星は毎回とんねるずから激しいツッコミを受ける一方で、自ら自虐ネタ(SMAPには負けたくない、木村拓哉は長髪が似合うと言われてるのに自分には「(髪を)伸ばすのを辞めろ!」と言われるなど)を度々披露していた。
町内の祭の出し物として射的ゲームを考案したのを機に人間射的ゲームに模様替えとなり、一般募集で集められた視聴者チームと石橋組(石橋組+スタッフチーム)が対戦する内容に改められた（詳細は「#石橋組に挑戦! 人間射的ゲーム!!」を参照）。
なお、このコントが出来たきっかけは歌番組でとんねるずと光GENJIが共演した際に、諸星から「一緒に何かやりたい」と持ちかけて始まった事が諸星初登場時のおまけで語られている。
感動巨編・ボクサー
疑惑の判定と言われたWBA世界スーパーフライ級王座決定戦「鬼塚勝也vsタノムサク・シスボーベー（1992年4月10日・東京体育館）」の試合のパロディ。木梨がノリ塚（鬼塚）に、石橋がタカムサク（タノムサク）と丹下段平みたいなトレーナーの二役に扮した他、牧瀬里穂とガッツ石松も出演。
嵐を呼ぶ園児バクハツのりちゃん
みなさん演芸劇場
35mmの想い出
サラリーマン日記 こんな日もあるさ
がんばれヤクルト・スワローズ!! ツバメ商事物語
当時ヤクルトスワローズ所属だった古田敦也、高津臣吾が出演したコント。コント終盤ではカラーボールお皿割りゲーム、トイレットペーパー早巻き取りゲームが行われた。
シャ乱Q誕生物語「ズルイ女」
「#井上陽水物語」や「#THE ALFEE その栄光の道のり」に続く、著名シンガーの自伝コントの第3弾。
女暴走族の女たち
C.C.ガールズが出演。
ほのぼのホームドラマ 石橋家の人々
父(石橋)、母(市毛良枝)、祖父(梅津栄)、祖母(木梨)、娘(大塚寧々)の5人家族の物語。
日本一天狗な男　バシタカが行く
石橋扮する大スター・バシタカと高橋英樹扮する大スター・バシヒデのライバル関係を描いたコント。バシタカの子分役で中野英雄と関口正晴が出演。
＜新・学園シリーズ＞ありさの「悪のおかげです工業高校」
前述した「#ありさとたりさとノリ男先生」完結後に観月ありさがレギュラー出演したコント。同級生役で渋谷哲平が出演。
BONNIE&TAKAIDO
実在したカップルボニーとクライドを題材にしたコント。石橋扮するタカイドの彼女であるボニー役で藤谷美和子が出演。
卒業 あの夏の君でいて物語
かとうれいこがヒロイン役で出演。
ウケグチ・タカ代のちょっと幸わせ
栃木から上京してホステスになったウケグチ・タカ代（石橋）が主人公のコント。タカ代の姉役で沢口靖子が出演。
タカ・アームストロング・オズマ 星空のトランペット
石橋がルイ・アームストロングがモデルのトランペット奏者、タカ・アームストロング・オズマ（名前は石橋とルイ・アームストロングと『巨人の星』のオズマ・アームストロングを組み合わせたもの）に扮するコント。
ロックンロールだけだぜ物語
HOUND DOGが出演。
私の人生泣き笑い物語
中山美穂が出演。

## コント以外のコーナー
ひらけ!ポッキンキン
同局の『ひらけ!ポンキッキ』のパロディ。オープニングは本家を模しており、当時オープニングテーマだったうしろ髪ひかれ隊の「ご期待下さい!」も使用された（独立コーナー後の「モジモジくん」のエンドキャッチでも使用）。また、ガチャピンとムックも姿を見せていた。
モジモジくん
元々は本家『ポンキッキ』で山崎清介と砂川直人（やまちゃん・なおちゃん）が演じていたコーナー。石橋扮するモジ男と木梨扮するモジ三（第1期のみモジ太郎）が全身黒タイツ姿でさまざまなゲームや競技にチャレンジする。
ゲストとして小泉今日子（モジ子）、野茂英雄（モジ茂）、YMO(モジ臣（細野晴臣）、モジ一（坂本龍一）、モジ宏（高橋幸宏））も出演。
モジモジ君達が文字を作る時、おねえさん（渡辺満里奈(第1・第2シーズン)、ともさかりえ(第3シーズン)）がひらがな・カタカナの一文字を出題し、モジモジ君達が首をかしげながらその一文字を「○?」と復唱する。続いて「○○○の○」（例：らっこの「ら」）の形で、その文字で始まる（またはその文字を含む）言葉をおねえさん、モジ男、モジ三（ゲストが参加した回の場合はおねえさん、モジ男、モジ三、ゲスト）の順に言う（「○○○の○」の時にモジ男が放送禁止用語を言う事があった。モジ三は「文章」を言う場合がある）。その後全員でその一文字を叫び、モジモジ君達が自分達の体でその文字を作る。濁点に靴を使う事や、ゲストの登場しない回では番組スタッフに協力してもらう場合もある。おねえさんは二文字目以降も出題し、文字をすべてつなげると一つの言葉となり、その言葉にまつわるゲームや競技が行われ、最後は毎回全員で「バーイ、センキュー」（『お笑いスター誕生!!』へとんねるずと共に出演していたでんでんの決め台詞より）と言って終了する。
なお、BGMにはアニメ『ドミニオン』のサントラ盤が使用された。
のちに独立コーナー化した。
実験くん
石橋扮する実夫と木梨扮する験次郎（後に験三に改名）がさまざまな実験を行なう。モジモジくんとは対照的に全身白タイツ。BGMはアニメ『燃える!お兄さん』のサントラ盤に収録されている曲を使用。
時折、「ボブおにいさん」（市川謙司）も『ママとあそぼう!ピンポンパン』風の姿で登場し、実験に参加した。
なお、こちらものちに独立コーナー化した。
奇しくも、同じくフジテレビの番組『週刊スタミナ天国』でも同名のコーナーが存在したが、特に関連性はない。
サンちゃん・スーちゃん
サンちゃん（石橋）とスーちゃん（木梨）の、2人合わせて「サンスー（算数）ちゃん」のコンビがおねえさんと数の勉強を行う。2人の全身白タイツには様々な数字が刺繍されている。
ポッキンキンめいさくわーるど
「ポンキッキめいさくわーるど」（当時のポンキッキの一コーナー）のパロディ。いろいろなおとぎ話をおねえさんが朗読し、とんねるずやゲスト等が物語の登場人物を演じるが、その内容は原作とかけ離れたものが多い。
登場作品
- 「浦島太郎」…カメ（木梨）をボコボコにする子供たち（劇団ひまわりの団員）を浦島（石橋）が仲裁しようとするが、カメに鼓舞された子供たちに逆襲される。20年後、老人になりながらも大人になった子供たちを何とか追い払った浦島はカメの上に乗って竜宮城へ向かおうとするが、カメは老衰で死亡してしまう。
- 「裸の王様」…王様（石橋）は女性達に自分の裸を見せて喜んでいたが、女性に扮していた木梨に見せた所「小っちゃいの!」と言われてショックを受けてしまう。
- 「王様の耳はロバの耳」…正直者の床屋（木梨）は王様（石橋）の耳がロバである事を知ってしまい、王様から「この事を誰にも言うな」と忠告を受ける。どうしてもこの事を人へ言いたい床屋は欲求を抑えるべく森の奥でビニール袋の中に向かって「王様の耳はロバの耳!」と連呼していたが、突如現れた兵士からシンナーを吸っていると勘違いされて逮捕されてしまう。
- 「シンデレラ」…シンデレラ（木梨）を見かねた魔法使い（石橋）が魔法でシンデレラを助けるが、いざ魔法をかけるとカボチャがラッコ男、ハツカネズミがカルガモ男に変わる（その後大道具さんが元に戻した）。シンデレラは無事舞踏会へ行けたものの、12時の鐘が鳴った途端王子（石橋）がキング・ジョッカー男に、他の50人（倉田プロモーションの若手メンバー）がコアラ男からバレーボール女までのジョッカーの怪人に変わる。シンデレラが「みんな仮面ノリダー1号が倒したでしょ!?」といってもキング・ジョッカー男は「倉田プロの若手に協力してもらったんだぞ!」と言って聞かず、シンデレラをノックアウトしてしまう。
- 「ロミオとジュリエット」…故郷を恋しがるロミオ（石橋）をロレンス修道士（小林昭二）が「何を言ってるんだ。（中略）そのうちには、春が来るぞ」と励ます。そして翌年の春モンタギュー家とキャピュレット家は「何かの利益問題」から対立し始める。ロミオがロレンス修道士にジュリエット（木梨）への愛の気持ちを伝えた日の夜、ロミオの元に警察がやってきてロミオは何故かオートレースの八百長をしたとして「小型自動車競走法」で逮捕された挙句に国外追放となり、後に死亡してしまう。その後、ロミオの遺体を見たジュリエットは殉死しようとするが、短剣を取り出した時に突如ファンファン大佐（岡田眞澄）の指揮のもとジョッカーのみなさん（倉田プロモーションの若手メンバー）が登場。ジュリエットはジョッカーと戦っている最中にファンファン大佐を刺してしまい、刑務所送りとなる。それからしばらくしてジュリエットの前に占い師(AD・小松伸一)が登場、ジュリエットが「モンタギュー家とキャピュレット家のいがみ合いはどうなった?」と聞くと占い師は「モンタギュー家は取り潰されいさかいはなくなった」と告げる。その夜、ジュリエットはロミオの夢を見る。そしてその年の秋、釈放されたジュリエットは南のほうに暇をもらって帰った。全作品中、最長の作品である。

美穂+とんねるず　爆笑アニメ漫才
「火ワイ版1」で行われたコーナー。サリーちゃんのパパに扮した石橋、ルパン三世に扮した木梨が中山美穂とトリオ漫才を行う。
全日本涙目怪人選手権
『オールナイトフジ』で行われていた「怪人ゴングショー」の流れを組む、人間離れした技を持つ人のコンテスト。コーナーセットには『巨泉・前武のゲバゲバ90分!』に登場するゲバゲバおじさん風なキャラ（「ゲバゲバ」の部分が「ゲロゲロ」になっている）がかたどられていた。審査員には渡辺満里奈や岡田眞澄の他に、別所毅彦、土橋正幸、大杉勝男など何故か当時フジテレビのプロ野球解説者が任されていた。
博士と助手
当初は毎回木梨扮する博士と石橋扮する助手が様々な発明を完成させては実験に挑むという趣旨のコーナーだったが、やがてゲストとの卓球対決がメインとなる。2人は日本卓球協会から名誉初段の称号を受けるが、THE ALFEEとの対決に敗北したためいったん返上。後楽園ホールでの再戦試合で勝利をし、称号を取り戻す。その後名誉2段となり、名誉初段となったALFEEと日本武道館で再戦するものの敗北。なお、敗戦後の談話で石橋は東京ドームでの最終決戦を希望する発言をしたが、実現には至っていない。
ちなみに卓球対決のOPとしてTHE SQUARE（現：T-SQUARE）の「TRUTH」が使用されていたほか、ALFEEとの対決試合の際にも『F1グランプリ』を模したOPが使用されていた（ヒストリー映像から「TRUTH」のOPに移る形式）。
SOUL TUNNELS（ソウル・トンネルズ）
海外番組『SOUL TRAIN（ソウル・トレイン）』のパロディで、ディスコダンスの腕前を競う視聴者参加型コーナー。DJは北澤壮一郎。
コーナー初期は、木梨の盲腸入院や石橋の過労もあってか石橋（「M.C.タカー」として）と木梨が交代制でMC役を務めていた。その後はとんねるず2人でMCを務めている。
ディスコブーム世代である30歳以上（当時のとんねるずと同世代）が応募条件であった。もちろん上限はなし。
優勝賞品は、特製のアフロのヅラとグシであった。
ブラザー・コーン（バブルガム・ブラザーズ）、テディー団、放送作家の大倉利晴らが審査員を務めた他、M.C.ハマーもゲスト審査員として出演した。
コーナーは盛り上がりを見せ、本格的なダンステクニックの解説コーナー「テディー団のファンキーダンスワンポイントレッスン」も挟まれた。
数回に一回は、歴代の優勝者からグランドチャンピオンを決める「グランドチャンピオン大会」が行なわれた。ちなみに最終回では、歴代のグランドチャンピオンからスーパーグランドチャンピオンを決める「スーパーグランドチャンピオン大会」が行なわれた。
その後、第3シーズンに出場者の歌唱力を競う内容へ変更した「SOUL TUNNELS FOREVER」として復活した。
今週の罰符
第2シーズン開始初期における、NGシーン集。
スターどっきり㊙企画 今日のサル
その回のコントの撮影の合間に共演者が何らかのきっかけを起こした所で、仕掛け人の石橋か木梨が「（共演者の動きを見ながら）サル」と言うドッキリを仕掛けるコーナー。
愛をさがす男 ボレロ・タケノリ教
タカちゃん学園
1990年10月25日放送分で登場。石橋扮する保政（ホセ）先生がマネキン人形を使って子供達相手に正しいキスの仕方を伝授するコーナー。保政先生は授業を始める直前、「#青春の1ページ」風に黒板へ名前を書いて自己紹介をしていた。
ジジ・ババ伝言ゲーム
1990年12月6日放送分で登場。5人1組のおじいさん達とおばあさん達が伝言ゲームで対決を行う。出題された文章を完璧に伝える事ができれば50点が入り、それ以外の場合はとんねるずによる独断と偏見で点数が加算される。
文化人類学研究講座
文化人類学者・興山佐吉（石橋）が毎回いろんな有名人の物まねをレクチャーするコーナー。
放送リスト
- 1991年6月13日:レッスン1「田中角栄」、レッスン2「萩原健一」
- 1991年6月20日:レッスン3「松田優作」
- 1991年6月27日:レッスン4「桜田淳子」
- 1991年7月4日:レッスン5「丹下段平とマンモス西（『あしたのジョー』の登場人物）」
- 1991年7月11日:レッスン6「鈴木亜久里」
- 1991年7月18日:レッスン7「矢沢永吉」
- 1991年8月8日:レッスン8「鳳啓助」
- 1991年8月29日:レッスン9「渡哲也と高品格」
- 1991年10月10日:レッスン10「天地真理と大江千里」

歌謡人類学講座
先述の「文化人類学研究講座」終了後にスタートしたコーナー。毎回有名な曲を取り上げていくのだが、歌唱する歌手が曲のタイトルにちなんだ人物になっている。
マジックくんと手品くん
マジックくん（石橋）と手品くん（木梨）が様々なマジックを披露する。
ジャグラー君
先述の「マジックくんと手品くん」同様、ジャー三(石橋)とグラ夫(木梨)のコンビが様々なマジックを披露する。途中からグラ夫に代わって大魔王などの新しい相方が次々と登場した(演ずるはすべて木梨)。
ダイビングクイズ
1964年 - 1974年にMBS制作・NET（現・テレビ朝日）系列で放送された、同名クイズ番組のパロディ。
2組の出場者がすべり台の頂点に座り、クイズに答える。クイズ選択パネルは「み」・「な」・「さ」・「ん」、「10」・「20」・「30」と計12個に割られており、出場者はこのうち1つを選択する（最初は「10」のパネルを選択しなければいけない暗黙のルールがあったが、ある回で出場者がそれ以外のパネルを指定した為にとんねるずから注意を受けるシーンがあった）。クイズに答えて正解すると対戦相手の、不正解なら自分の台が傾く（本家版の末期ルールに近い）。傾斜は点数によって異なり、10ならば1段階、20ならば2段階、30ならば3段階傾く。「GOODLUCK」パネルが出た場合は、その時出題される問題に正解すると傾いていたすべり台が元に戻る。
「ツッパリダイビングクイズ」の回に出場したヤンキーの松葉さんは1問目を間違えて早くもすべり台から落ちそうになってしまうが、とっさの機転で体をすべり台と垂直にして足を突っ張る事で落ちるのを防ぐという秘技を開発。見た目にもとてつもない角度になっても耐えていた。この技にとんねるずを含めた観客は熱狂し、それを見た松葉さんの対戦相手も同様の技を使用していた。以来、その技は体操の新技開発によく見られるように、開発者の名にちなみとんねるずから「松葉」と命名され、その後の回に出演した出場者もこの技を多用するようになる。その為、シリーズ後半にはセットに「松葉禁止 by美術スタッフ」と書かれた横断幕が掲げられるようになった。
「ニューハーフダイビングクイズ」の回に出場したアッコさんは不正解になったとき、スカートをはいた脚を開いて豪快に回転しながら頭から落下していった。その豪快な落ちっぷりを見た石橋は、その落ち方を「アッコさん」と名づけた。
コーナー末期はスタジオではなく、としまえんのプールでの収録が行われた。
第3シーズンには1995年に行われた新人ディレクターサバイバルシリーズで、当時番組ディレクターだった時宗大の考案した企画として、さらに「おかげでした」でもそれぞれ復活した。
おかげですカルトQ
『カルトQ』をパロディにしたクイズコーナー。司会は本家と同じく中村江里子、問題の読み上げも本家と同じく牧原俊幸だった。とんねるずの2人は回により一人が中村とペアの司会、片方が解答者として出演していた（石橋が司会の時には木梨が解答者、木梨が司会の時には石橋が解答者）。毎回、石橋が素のままだったのに対し、木梨は本家の男性司会者であるうじきつよしなど、さまざまなキャラに扮していた。得点や出題BGMなどのフォーマットは本家とほぼ同様であったが、木梨が司会の時には最終問題を本家でもありえないほどの大量得点に設定していたため、この正解によって一発逆転で優勝した解答者がほとんどであった。初回は「夏休み特別企画」としての放送で、出題テーマは「仮面ノリダー」に絞っていたが、2回目以降はノリダーも含めた番組全般からの出題となった。なお、とんねるずの片割れ以外の一般解答者は本家と同様に予選を行って選出していた。また他局での放送だが、ほぼ同時期に「生ダラ」においても『生ダラカルトQ』が行われており、本家と同様の出題BGMが使われていた。
愛のカイロプラクティック
石橋扮する愛の整体師「回鍋肉（ホイ・コーロー）」が相談相手役を務める恋愛相談コーナー。司会は中村江里子（ひな）。
まず中村が相談者（視聴者）からのはがきを読み上げ、それに対し回がコメントを述べる。続いて相談者にテレビの画面に背中を出すように促し、画面に出た背骨に対し回による背骨矯正が行われる。最後に回がアドバイスを述べて締める。
時折、回鍋肉の師匠「杏仁豆腐（アンニン・ドーフ）」（いしだあゆみ）や弟子がサポーターとして出演した。いずれも回鍋肉と同様に、ネーミングが中華料理になっている。
番組の中断で打ち切りとなったが、第3シーズンでの後継コーナーだった「タカババ」「恋の予想屋」のネタ切れから「帰って来た愛のカイロプラクティック」の題名で復活した。
回鍋肉の弟子たち
- 小龍包（ショウ・ロンポー）：小泉今日子
- 蟹焼売（カニ・シュウマイ）：藤谷美和子
- ナタ・デ・ココ：工藤静香
- 豚の角煮：斉藤慶子
- ザーツァイ：ともさかりえ
- 天津丼（テンシンドン）：渡辺満里奈
- ライチ：松田聖子

つぼレス
足つぼマッサージとプロレスを掛け合わせたゲームを行うコーナー。2組が交互に相手が痛がりそうな足のつぼを指名し、指圧師からその足のつぼを押された相手はレフェリーの3カウント中声を上げずに最後まで耐えなけばいけない。これを数回繰り返し、相手に声を多く上げさせた方が勝者となる。
ボンバーボール
石橋率いる「ISHIBASHI BULLDOGS」と木梨率いる「KINASHI PENGUINS」がドッジボールの様なゲームで対決を行うコーナー。
木梨憲三の競馬予想
木梨扮する競馬予想家、木梨憲三（木梨ノリゾー名義の場合もあり）が中央競馬のGIレースの予想を行うコーナー。
1992年から1994年まで、木梨ノリゾー名義で競馬エイトにて「となの動物園副理事木梨ノリゾーの私だけのヨソウですので」のコラムを掲載していた。2014年にスポーツニッポンのコラムにて木梨ノリゾーが復活。以降は木梨ノリゾー名義で競馬予想を行っている他、スポーツニッポンにてGIレース限定でコラムを掲載している。
ものまね紙切り
1992年8月27日放送分で登場。
祭二郎のカラオケ歌唱講座
演歌の星・祭二郎(木梨)が講師となって、歌のレッスンを指導する。お付きの人(岩野好)がいるが、ことあるごとに祭にスリッパでどつかれていた。
バスケットボール3ON3
みなさんワイドショー
1993年11月18日放送分で登場。
石橋のエンディング
歌詞に「もー」が入った歌に合わせて石橋が「もう!」のジェスチャーをするだけのコーナー。
オヤジモード学院
お笑いビックリスター誕生
K-1 CLIMAX
奇蹟の人タカババ
サイババが元ネタのタカババに石橋、アシスタント役のヒナババに中村江里子が扮するコーナー。先述した「愛のカイロプラクティック」に近い設定だが、視聴者ではなく有名人の悩みを聞く内容になっている。
WORDS OF LOVE -女の名言集-
へら
2組が交互に相手に牛乳を口に含ませ、一発ギャグや相手に関係のある人物等を見せて笑わせ（番組内では「「へら」に入る」と称する）、牛乳を噴出させるゲーム。これを数回繰り返して牛乳を噴き出した回数の少なかった方が勝者となる。最初の2回はとんねるずの2人が対決し、それ以降はとんねるずの片方VSゲストで対戦。
披露されるネタは、基本的には2組同士にしか伝わらないようなマニアックな内輪ネタが多かった。
後に『おかげでした』の「マネーのへら」に踏襲される。
食わず嫌い王決定戦
詳細は『とんねるずのみなさんのおかげでしたのコーナー一覧』を参照。
プロデューサーワン・ツーが行く!
自称敏腕プロデューサーの木梨一二（ワン・ツーと読む）が街頭インタビューで素人に「自分は芸能人の誰に似ている?」と質問し、その芸能人とかけ離れた答えが出ると一二が「ブッ殺す!」などと毒舌を吐きツッコむ。反対に本当に答えた芸能人に似ている素人に当たると、一二は「殺さな～い」とフォローする。
ベルトクイズQ&急!!
新人ディレクターサバイバルシリーズの一環として、当時番組ディレクターだった神原孝が考案したコーナー。
とんねるずの片方と一般出場者（芸能人の場合もあり）4人を含めた5人で対戦。各自、プールの上に設置されたルームランナーで走りながら早押しクイズに挑戦。正解なら自分のルームランナーのスピードが1段階遅くなり、他の人は1段階速くなる。不正解の場合は、自分のルームランナーのスピードが1段階速くなる。ルームランナーのスピードに耐え切れず、後方のプールへ落下してしまった人は失格。最後まで残った1名が優勝。
この企画は同じフジテレビ系で1969年に放送された『世界一周!!ランニングクイズ』と類似しており、後に神原が番組プロデューサーを担当した『クイズ!ヘキサゴンII』にて特番で行われていた「ベルトクイズ!タイムショック!ショック!」にも生かされている。
コーナー名は『ベルトクイズQ&Q』より。コーナー開始音楽はオリジナル版（作曲・宇野誠一郎）をアレンジ。
司会はとんねるずの挑戦しない方とフジテレビの女性アナウンサー（とんねるずの両方が挑戦する回では奥寺健が担当した）。
強運冒険王決定戦〜1/64の真実〜
とんねるずやゲストが冒険家という設定で、遺跡風のセットによって作られた様々な運試しに挑戦する。全て赤と黒に分かれており、正解の色はルーレット抽選で決める。1つ目クリアで賞金5万円、以後1つクリアごとに10万→20万→30万→50万（回によっては10万→20万→30万→40万→50万）と増え、6回クリア、すなわち「1/64」を達成すれば賞金100万円。ステージ構成は基本回ごとに変わる。木梨が最終ステージまで進んだのが最高記録であるものの、100万円獲得者は誰一人現れなかった。司会は三宅正治や福井謙二が担当。
勇気のつり橋～転落への歩み～
赤と黒のつり橋のうち、当たりはそのまま進めるが、ハズレは吊り紐がゆるみ、川に落とされてしまう。
幸運のつり鐘～勇者たちの音色～
赤の黒のつり鐘の紐のうち、当たりは音色が響き金の紙吹雪で祝福されるが、ハズレは鐘が鳴らず粉が落とされる。
伝説の椅子～エレキテル・チェア～
赤と黒の椅子のうち、ハズレの椅子に電流が流れる。電流のスイッチは自らが入れる形であり、ルーレットによる結果が決まる前に座っても構わない。
未来への扉～神秘への突撃～
赤と黒のパネルに突進するが、当たりのパネルはそのまま突き抜けられるものの、ハズレのパネルには鉄板が仕込まれており激突する。
女神たちのゴム～ユートピアへの歩み～
とんねるずと縁の深いコンビであるゆーとぴあの代名詞であるゴムパッチンにちなみ、赤と黒の台にセットされたゴムのどちらかを口にくわえる。当たりはそのままだがハズレだと固定されたもう一方のロックが外れ、ゴムパッチンを受けることになる。
信頼の車～エアバッグ・サドンデス～
赤と黒の車を選んで乗り込み、壁に衝突した際にエアバッグが作動無ければ当たり。エアバッグが発射されるとハズレ。
真実の口～神々たちのヒトツカミ～
最終ステージ。赤と黒の真実の口のうち、どちらかの口に100万円が入っており、掴むことができれば100万円獲得。
GOKANOH
五感の中でも特に「視覚」、「聴覚」、「触覚」を題材としたクイズで戦うコーナー。中井美穂が進行役を担当。
カミカゼ野郎危機一髪
簡単なゲームで勝負をして、敗者は罰ゲームとして放送当時東京マリン（足立区西新井。2001年9月に閉鎖）にあったウォータースライダー「フリーフォール・カミカゼ」を滑らないといけない。女子アナバージョンもあった。
マルガリータブラザース
挑戦者がストップウォッチを見ないで指定された秒数を測りとんねるず扮するマルガリータブラザースよりも誤差が小さければ賞金10万円、大きければ罰として髪の毛を丸刈りにされてしまうというもの。
挑戦者の中には収録当時現役の女子高生もいて、学校の制服姿(濃紺のミニスカートに白のソックス、ローファー。白のブラウスの上に濃紺のスクールセーター。)で挑んだものの結局は負けてしまった。この後、負けた女子高生は学校の制服姿のまま観客が見守る中で椅子に座らされ、出演者が手にしているバリカンで前額側から頭頂部にかけて長い髪を額の上から少しずつ刈り落とされてしまう。もう一人の出演者も手動式のバリカンを手にして女子高生が半笑いしながらも長い髪を前額側から頭頂部にかけて月代になる状態まで半月形に刈り落とし、最後は長い髪全部刈り落とされて丸刈りになってしまう結末となった例もあった。
1996年10月10日の秋のスペシャルではラスベガスでロケを行った「マルガリータブラザーズ in ラスベガス」が放送された。
ザ・ルーレットショー
新人ディレクターサバイバルシリーズの一環として当時番組ディレクターだった松村匠が考案した、カジノのルーレットをモチーフとしたクイズコーナー。8人の人物がVTRで登場し、「ある技を持っている人は誰か?」や「カラシ入りのシュークリームを食べた人は誰か?」などの問題が出題され、とんねるずとゲストは8つのうち正解だと思う人の番号の上にチップを置く。ルーレットと同様、1 - 8の番号マス以外に赤マス（該当者は赤マスの番号のどこかにある）、黒マス（該当者は黒マス番号のどこかにある）、0マス（該当者なし）、00マス（該当者が2人以上いる）がある。なお、持ちチップがなくなると出演者の持ち物を担保にしてチップを借りることが出来たが、コーナー終了までに返済できないと出演者の担保は視聴者プレゼントに回された。
翔け!人間黒ひげ危機一髪ゲーム
2人の出演者が、巨大な樽に入って巨大黒ひげゲームで対決する。最初の2回はとんねるずの2人が対決し、それ以降はとんねるずの石橋or木梨VSゲストで対戦。
剣を刺す穴は11箇所。前期と後期でルールが異なり、前期は自分の飛ぶ穴をボタンで決定し、クイズに正解した人は相手が飛び出しそうな穴を指名する。後期は相手が飛ぶ穴をボタンで決定し、クイズに負けた人は自分の飛ばなさそうな穴を指名する。相手の表情を見て（前期は余裕そうにしている表情、後期は怪しそうな表情）1回だけ刺す穴を変更できる。後期のクイズはパネルがあり、前のクイズに正解している方が選ぶ。パネルには「映像問題」、「一般問題」、正解したら剣を2本刺せる「チャンスパネル」、無条件で正解扱いの「エンジェルカード」、その逆の「デビルカード」、トランプがあり7より大きいか小さいか当てる「ハイ&ロー」があった。最終的に当たりの穴に剣が刺さると負けとなり、即座に逆バンジーでビル13階分の高さ（当時の河田町局舎の最上階）まで飛ばされた。剣を刺す時のかけ声は「いっちゃって!○○さーん」。中には、一番目にデビルカードを引いて自分が飛ぶ穴を選んでしまい、一問もクイズが行なわないまま自滅したケースもあった。
石橋組に挑戦! 人間射的ゲーム!!
「関東石橋組見参!!」から派生したコーナー。バレーボールの自動発射装置を用いた、2人1チームによる対抗戦。3ラウンド制で合計得点の多いチームが勝利となる。石橋組・番組スタッフチーム対ゲストチームや視聴者チームとの対抗戦として数回続いた。
飛龍女体麻雀
とんねるずとゲスト2名による麻雀風なゲームのコーナー。スタジオに集められた一般女性のプロフィールや彼女達のコメントを参考に役（例/父親が公務員である女性のみを集めた「公務員」）を作り、翻数が高い人物が勝者となる。
恋の予想屋
的中率97％を誇る芸能界・恋の予想屋石橋と弟子の中村江里子がお客のゲストが視聴者からのお悩みに対し答えを予想をしていく。
キクちゃんの一点ものファッションショー
1996年9月19日放送分で登場。
35mmの想い出 ～愛のフォトグラフ～
「秋山庄太郎の今世紀最後の弟子」を自称する写真家・秋山貴太郎が、視聴者の投稿写真を紹介、佳作・優秀作を選出。
CURRY MASTERS -わが家のカレーは日本一決定戦-
ノニーちゃんのジャカジャカジャンケン
木林憲郎・ゴルフ塾 GOLFでGO!GO!
60年のキャリアを持つプロゴルファー・木林憲郎のゴルフコーナー。ゴルフ歴3年の西山喜久恵とゴルフ初心者の佐々木恭子にレッスンをするが、時折木林はレッスンそっちのけで・・・・